# Bombardamentele atomice de la Hiroshima și Nagasaki
Pe 6 și 9 august 1945, Statele Unite au detonat două bombe atomice asupra orașelor japoneze Hiroshima și Nagasaki, respectiv, în timpul Celui de-al Doilea Război Mondial. Bombardamentele aeriene au ucis între 150.000 și 246.000 de oameni, majoritatea civili, și rămân singurele utilizări ale armelor nucleare într-un conflict armat. Japonia și-a anunțat capitularea față de Aliați pe 15 august, la șase zile după bombardamentul de la Nagasaki și declarația de război a Uniunii Sovietice împotriva Japoniei și invadarea Manciuriei. Guvernul japonez a semnat un act de capitulare pe 2 septembrie, punând capăt războiului.
În ultimul an al celui de-al Doilea Război Mondial, Aliații s-au pregătit pentru o costisitoare invadare a teritoriului metropolitan japonez. Această acțiune a fost precedată de o campanie de bombardamente convenționale și cu bombe incendiare care a devastat 64 de orașe japoneze, inclusiv o operațiune asupra Tokyo. Războiul din Europa s-a încheiat când Germania a capitulat pe 8 mai 1945, iar Aliații și-au îndreptat întreaga atenție către Războiul din Pacific. Până în iulie 1945, Proiectul Manhattan al Aliaților produsese două tipuri de bombe atomice: "Little Boy", o bombă cu uraniu îmbogățit de tip "gun", și "Fat Man", o bombă cu plutoniu de tip implozie. Grupul 509 Composite al Forțelor Aeriene ale Armatei SUA a fost instruit și echipat cu versiunea specializată Silverplate a bombardierului B-29 Superfortress și a fost dislocat pe Tinian în Insulele Mariane. Aliații au cerut capitularea necondiționată a Forțelor Armate Imperiale Japoneze în Declarația de la Potsdam din 26 iulie 1945, alternativa fiind "distrugerea promptă și totală". Guvernul japonez a ignorat ultimatumul.
Consimțământul Regatului Unit a fost obținut pentru bombardament, așa cum era cerut de Acordul de la Quebec, iar ordinele au fost emise pe 25 iulie de către generalul Thomas T. Handy, șeful interimar al Marelui Stat Major al Armatei SUA, pentru utilizarea bombelor atomice asupra Hiroshimei, Kokurei, Niigatei și Nagasaki. Aceste ținte au fost alese deoarece erau zone urbane mari care dețineau și facilități cu semnificație militară. Pe 6 august, o bombă Little Boy a fost aruncată asupra Hiroshimei. Trei zile mai târziu, o bombă Fat Man a fost aruncată asupra Nagasaki. În următoarele două până la patru luni, efectele bombardamentelor atomice au ucis între 90.000 și 166.000 de oameni la Hiroshima și între 60.000 și 80.000 de oameni la Nagasaki; aproximativ jumătate din decese au avut loc în prima zi. În lunile următoare, mulți oameni au continuat să moară din cauza arsurilor, bolii radiațiilor și altor răni, agravate de boli și malnutriție. În ciuda garnizoanei militare considerabile de la Hiroshima, estimată la 24.000 de soldați, aproximativ 90% dintre morți au fost civili.
Cercetătorii au studiat pe larg efectele bombardamentelor asupra caracterului social și politic al istoriei mondiale ulterioare și culturii populare, și există încă multă dezbatere cu privire la justificarea etică și legală a bombardamentelor. Potrivit susținătorilor, bombardamentele atomice au fost necesare pentru a pune capăt războiului cu un număr minim de victime și au prevenit în cele din urmă o pierdere mai mare de vieți pe ambele părți; potrivit criticilor, bombardamentele au fost inutile pentru încheierea războiului și au constituit o crimă de război, ridicând implicații morale și etice.

## Context istoric

### Războiul din Pacific

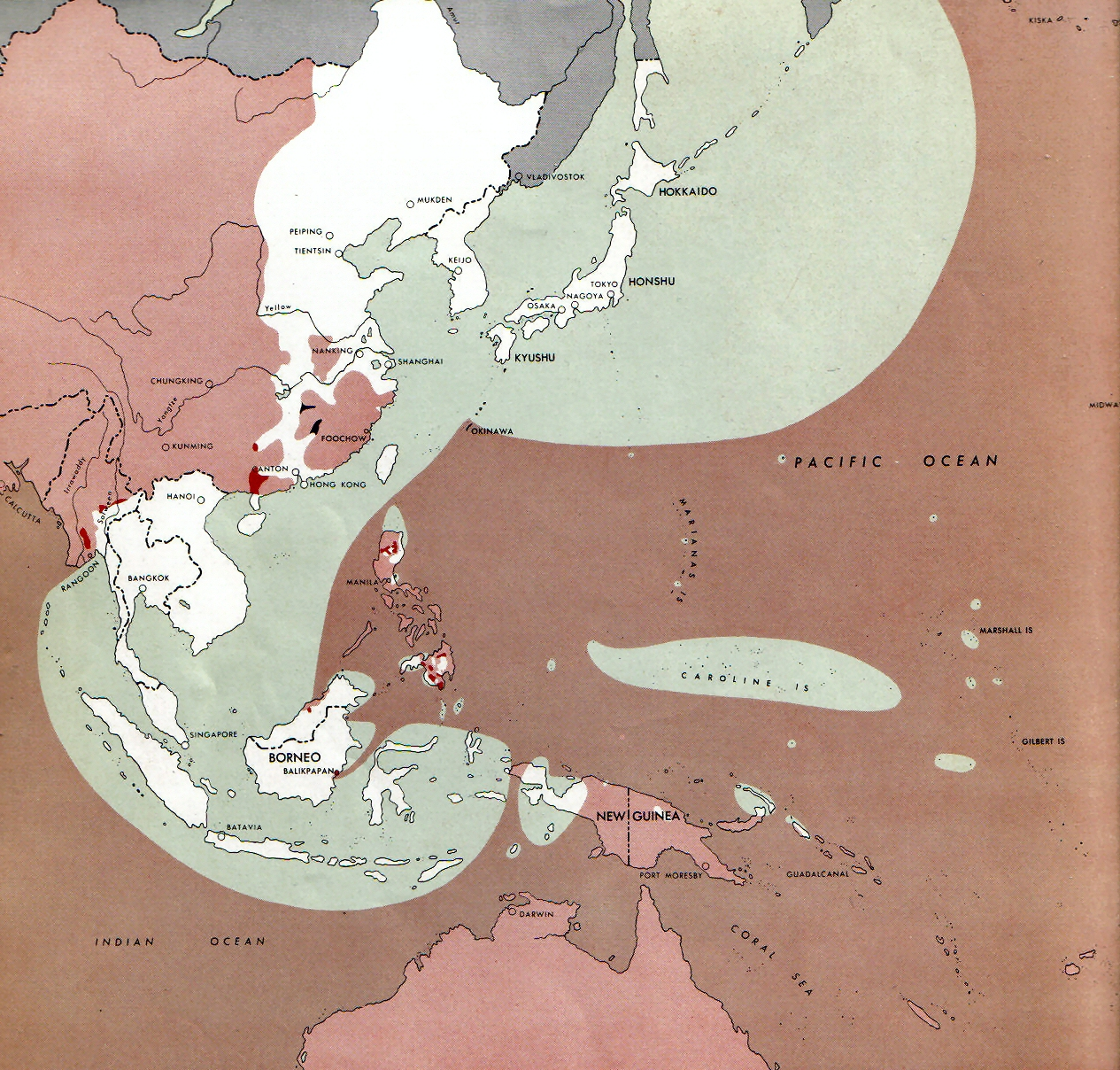
Situația Războiului din Pacific la 1 august 1945.
Alb și verde: Zone controlate de Japonia
Roșu: Zone controlate de Aliați
Gri: Zone controlate de Uniunea Sovietică (neutră)

În anul 1945, Războiul din Pacific dintre Imperiul Japonez și Aliați intra în al patrulea an. Majoritatea unităților militare japoneze au luptat cu înverșunare, asigurându-se că victoria Aliaților va veni la un cost enorm. Cele 1,25 milioane de victime americane din cel de-al Doilea Război Mondial includeau atât personal militar ucis în acțiune, cât și răniți în acțiune. Aproape un milion de victime au avut loc în ultimul an al războiului, din iunie 1944 până în iunie 1945.
În luna decembrie a anului 1944, pierderile americane au atins un maxim istoric lunar de 88.000 din cauza ofensivei germane din Ardenne. Președintele Franklin D. Roosevelt a sugerat utilizarea bombelor atomice împotriva Germaniei cât mai curând posibil, dar i s-a comunicat că primele arme nucleare utilizabile vor fi disponibile abia peste câteva luni.
În Pacific, Aliații au recucerit Filipinele, au recapturat Burma și au invadat Borneo. Ofensive au fost întreprinse pentru a reduce forțele japoneze rămase în Bougainville, Noua Guinee și Filipine. În aprilie 1945, forțele americane au debarcat pe Okinawa, unde lupte grele au continuat până în iunie.
Pe măsură ce Aliații avansau spre Japonia, condițiile pentru poporul japonez s-au înrăutățit progresiv. Flota comercială japoneză a scăzut de la 5.250.000 de tone în anul 1941 la 1.560.000 de tone în luna martie a anului 1945 și 557.000 de tone în august 1945. Prințul Fumimaro Konoe l-a sfătuit pe împăratul Hirohito în februarie 1945 că înfrângerea era inevitabilă și l-a îndemnat să abdice.

### Pregătirile pentru invadarea Japoniei

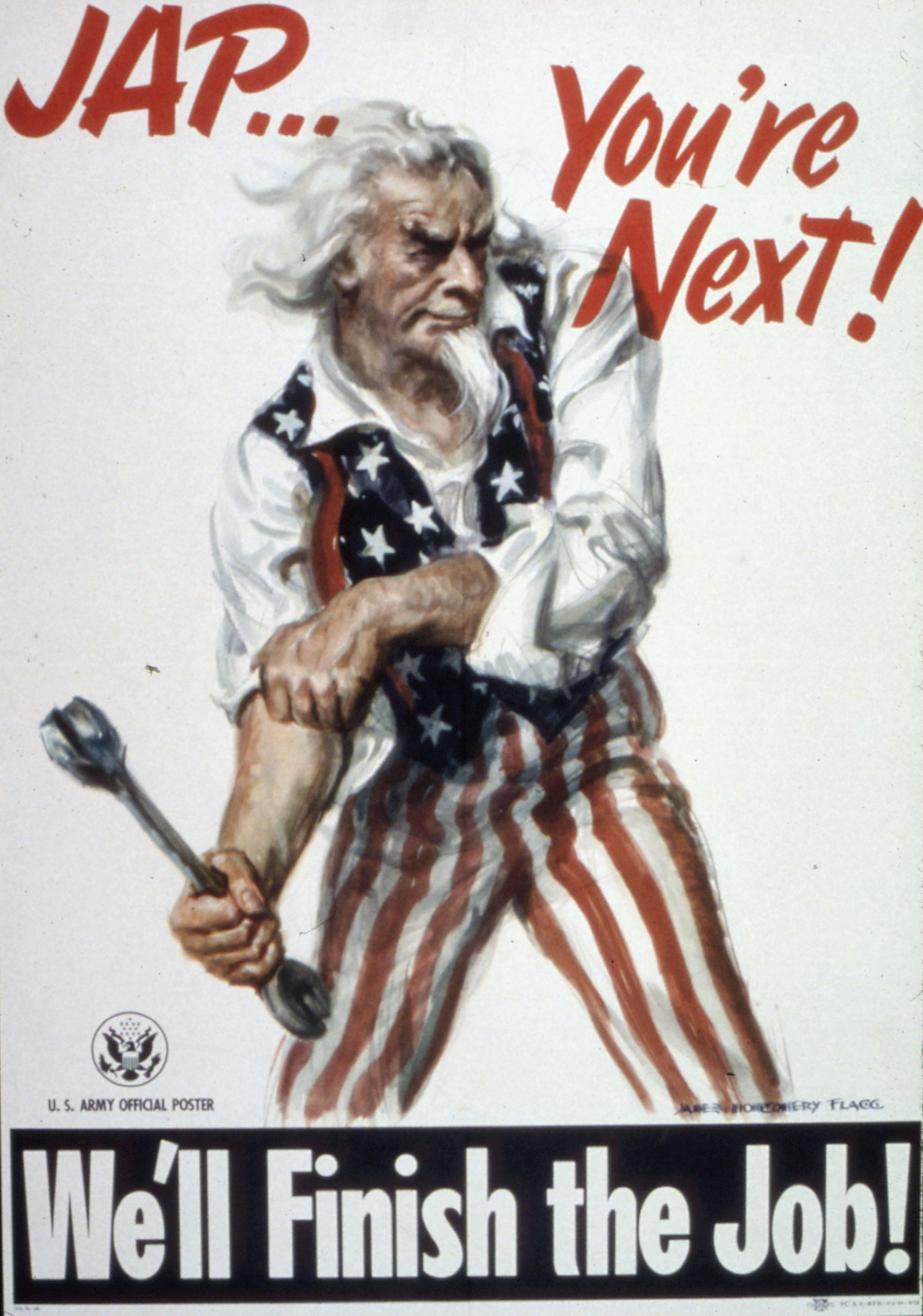
Poster de propagandă al Armatei SUA înfățișând Unchiul Sam pregătind publicul pentru invadarea Japoniei după încheierea războiului cu Germania și Italia

Chiar înainte de capitularea Germaniei Naziste pe data de 8 mai 1945, erau în desfășurare planurile pentru cea mai mare operațiune a Războiului din Pacific, Operațiunea Downfall, invadarea Aliaților în Japonia. Operațiunea avea două părți: programată să înceapă în luna octombrie a anului 1945, Operațiunea Olympic implica o serie de debarcări ale Armatei a 6-a a SUA menite să cucerească o treime sudică a celei mai sudice insule principale japoneze, Kyūshū. Aceasta urma să fie urmată în martie 1946 de Operațiunea Coronet, capturarea Câmpia Kantō din apropierea Tokio-ului pe insula principală japoneză Honshu de către Prima, a 8-a și a 10-a Armate a SUA, precum și un Commonwealth Corps format din divizii australiene, britanice și canadiene. Data țintă a fost aleasă pentru a permite finalizarea obiectivelor Operațiunii Olympic, realocarea trupelor din Europa și trecerea iernii japoneze.
Geografia Japoniei a făcut acest plan de invazie evident pentru japonezi; aceștia au reușit să prezică precis planurile Aliaților și să-și ajusteze în consecință planul defensiv, Operațiunea Ketsugō. Japonezii plănuiau o apărare totală a Kyūshū, cu foarte puține rezerve. În total, existau 2,3 milioane de soldați ai Armatei Imperiale Japoneze pregătiți să apere insulele de origine, sprijiniți de o miliție civilă de 28 de milioane. Estimările privind pierderile umane variau foarte mult, dar erau extrem de mari. Vice-șeful Statului Major General al Marinei Imperiale, Viceamiral Takijirō Ōnishi, a prezis până la 20 de milioane de morți japonezi.
Americanii au fost alarmati de acumularea japoneză, care a fost urmărită cu precizie prin informațiile Ultra. Pe data de 15 iunie 1945, un studiu al Comitetului Mixt pentru Planificarea Războiului, bazându-se pe experiența Bătăliei de la Leyte, a estimat că Operațiunea Downfall ar duce la 132.500–220.000 de victime americane, dintre care între 27.500 și 50.000 de morți și dispăruți. Secretarul Războiului Henry L. Stimson a comandat propriul său studiu realizat de Quincy Wright și William Shockley, care a estimat că Aliații invadatori ar suferi între 1,7 și 4 milioane de victime, dintre care 400.000–800.000 ar fi morți, în timp ce victimele japoneze ar fi fost între 5 și 10 milioane. Într-o întâlnire cu președintele și comandanții pe data de 18 iunie 1945, generalul George C. Marshall a declarat că „existau motive să se creadă” că pierderile din primele 30 de zile nu ar depăși prețul plătit pentru Luzon. În plus, cu poziția japoneză făcută „fără speranță” de o invazie a continentului lor, Marshall a speculat că intrarea sovietică în război ar putea fi „acțiunea decisivă” necesară pentru a-i „determina să capituleze”.
Marshall a început să contempleze utilizarea unei arme care era „ușor disponibilă și care cu siguranță poate reduce costul în vieți americane”: gazul otrăvitor. Cantități de fosgen, gaz muștar, gaz lacrimogen și clorură de cianogen au fost mutate în Luzon din stocurile din Australia și Noua Guinee în pregătirea Operațiunii Olympic, iar MacArthur a asigurat că unitățile Serviciul de Război Chimic au fost instruite în utilizarea lor. S-a luat în considerare și utilizarea armelor biologice.

### Bombardamentele aeriene asupra Japoniei

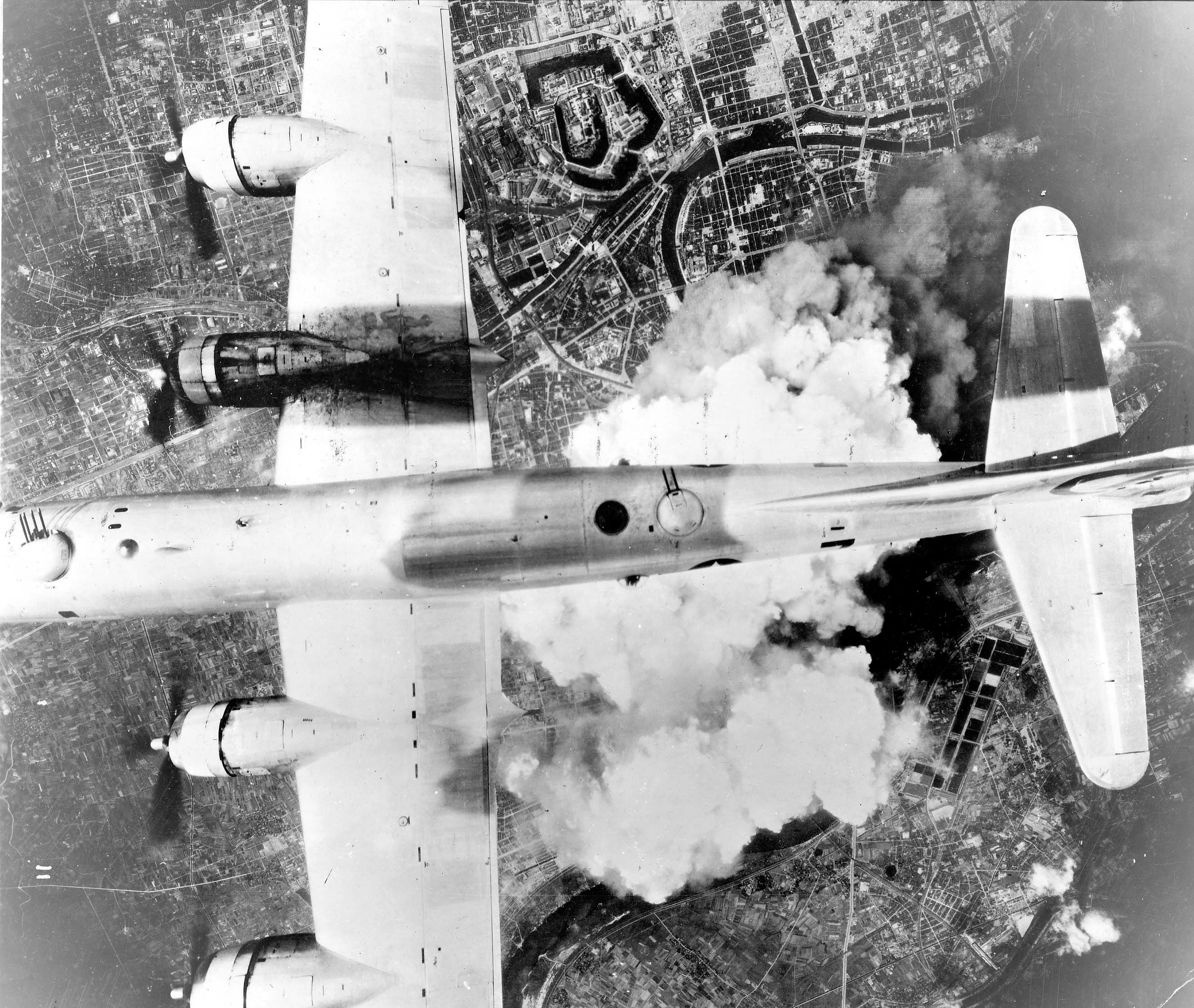
Un B-29 deasupra Osakai pe 1 iunie 1945

Deși Statele Unite elaboraseră planuri pentru o campanie aeriană împotriva Japoniei înainte de Războiul din Pacific, capturarea bazelor Aliate în Pacificul de vest în primele săptămâni ale conflictului a făcut ca această ofensivă să nu înceapă decât la mijlocul anului 1944, când Boeing B-29 Superfortress, cu rază lungă de acțiune, a fost gata de utilizare în luptă. Operațiunea Matterhorn a implicat bombardiere B-29 staționate în India care operau din baze din apropierea orașului Chengdu din China pentru a efectua o serie de raiduri asupra unor ținte strategice din Japonia. Acest efort nu a atins obiectivele strategice propuse de planificatori, în mare parte din cauza problemelor logistice, dificultăților mecanice ale bombardierelor, vulnerabilității bazelor de etapă din China și distanței extreme necesare pentru a ajunge la orașele-cheie japoneze.
Generalul de brigadă Haywood S. Hansell a stabilit că Guam, Tinian și Saipan din Insulele Mariane ar servi mai bine ca baze pentru B-29, dar acestea erau sub control japonez. Strategiile au fost ajustate pentru a sprijini războiul aerian, iar insulele au fost cucerite între lunile iunie și august 1944. Bazele aeriene au fost dezvoltate, iar operațiunile cu B-29 din Marianas au început în octombrie 1944. XXI Bomber Command a început misiunile împotriva Japoniei pe data de 18 noiembrie 1944. Primele încercări de bombardare a Japoniei din Marianas s-au dovedit la fel de ineficiente ca și cele ale B-29 bazate în China. Hansell a continuat practica bombardamentului de precizie de la altitudine mare, vizând industriile cheie și rețelele de transport, chiar și atunci când aceste tactici nu au produs rezultate acceptabile. Aceste eforturi au eșuat din cauza dificultăților logistice datorate locației îndepărtate, problemelor tehnice cu noile avioane avansate, condițiilor meteorologice nefavorabile și acțiunilor inamice.

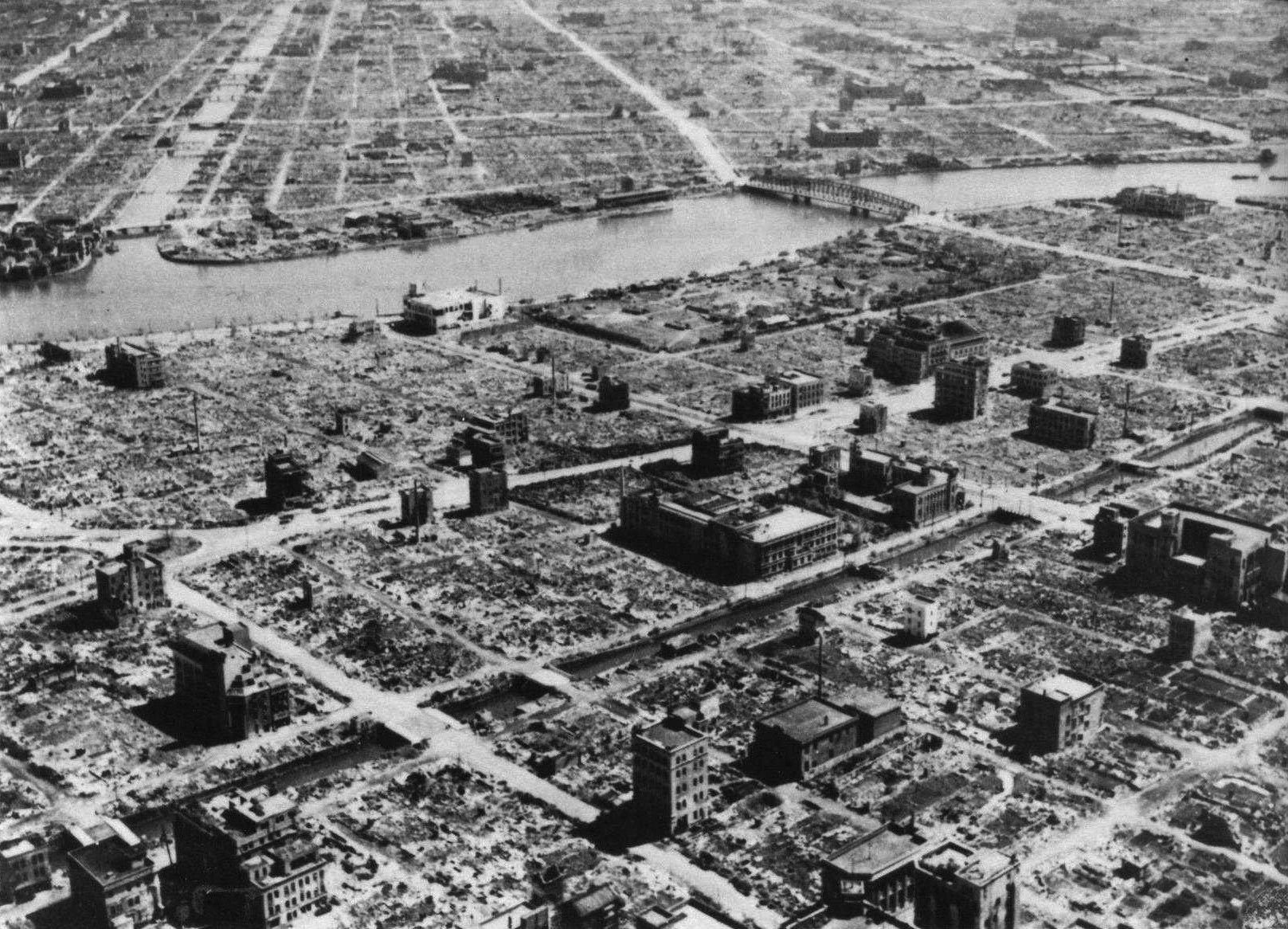
Operațiunea Meetinghouse, bombardarea cu bombe incendiare a Tokio-ului în noaptea de 9–10 martie 1945, a fost cel mai mortal raid aerian din istorie, cu o zonă de distrugere prin foc și pierderi de vieți omenești mai mare decât cele cauzate de bombardamentele atomice de la Hiroshima sau Nagasaki.

Succesorul lui Hansell, generalul-maior Curtis LeMay, a preluat comanda în ianuarie 1945 și a continuat inițial să utilizeze aceleași tactici de bombardament de precizie, cu rezultate la fel de nesatisfăcătoare. Atacurile vizează inițial facilități industriale cheie, dar o mare parte a procesului de fabricație japonez avea loc în ateliere mici și case particulare. Sub presiunea cartierului general al Forțelor Aeriene ale Armatei Statelor Unite (USAAF) din Washington, LeMay a schimbat tactica și a decis că raidurile incendiere de la altitudine mică împotriva orașelor japoneze erau singura modalitate de a distruge capacitățile lor de producție, trecând de la bombardamente de precizie la bombardament de zonă cu bombe incendiare. Ca și în cazul majorității bombardamentelor strategice din cel de-al Doilea Război Mondial, scopul ofensivei aeriene împotriva Japoniei era de a distruge industriile de război ale inamicului, de a omorî sau a dezactiva angajații civili ai acestor industrii și de a submina moralul civil.
În următoarele șase luni, XXI Bomber Command sub comanda lui LeMay a bombardat cu bombe incendiare 64 de orașe japoneze. Bombardarea incendiardă a Tokio-ului, denumită cod Operațiunea Meetinghouse, din 9–10 martie, a ucis aproximativ 100.000 de oameni și a distrus 41 km2 (16 mi2) din oraș și 267.000 de clădiri într-o singură noapte. A fost cel mai mortal raid aerian al războiului, cu un cost de 20 de B-29 doborâte de artileria antiaeriană și avioanele de vânătoare. Până în mai, 75% din bombele lansate erau incendiare, concepute pentru a arde „orașele de hârtie” ale Japoniei. Până la mijlocul lui iunie, cele mai mari șase orașe japoneze fuseseră devastate. Sfârșitul luptelor de pe Okinawa în acea lună a oferit baze aeriene și mai apropiate de insulele principale japoneze, permițând intensificarea campaniei de bombardamente. Avioanele care decolau de pe portavione Aliate și din Insulele Ryukyu au lovit în mod regulat ținte din Japonia în 1945, în pregătirea pentru Operațiunea Downfall. Bombardamentele incendiare s-au mutat apoi spre orașe mai mici, cu populații cuprinse între 60.000 și 350.000 de locuitori. Conform lui Yuki Tanaka, SUA a bombardat cu foc peste o sută de orașe și târguri japoneze.
Militarii japonezi nu au reușit să oprească atacurile Aliate, iar pregătirile de apărare civilă ale țării s-au dovedit inadecvate. Avioanele de vânătoare și tunurile antiaeriene japoneze aveau dificultăți în a angaja bombardierele care zborau la altitudine mare. Din aprilie 1945, interceptorii japonezi au trebuit să facă față și avioanelor de escortă americane bazate pe Iwo Jima și Okinawa. În acea lună, Serviciul Aeronautic al Armatei Imperiale Japoneze și Serviciul Aeronautic al Marinei Imperiale Japoneze au încetat să mai încerce să intercepteze raidurile aeriene, pentru a păstra avioanele de vânătoare ca răspuns la invazia așteptată. Până la mijlocul anului 1945, japonezii interceptau doar ocazional avioane B-29 care efectuau misiuni de recunoaștere deasupra țării, pentru a conserva rezervele de combustibil. În luna iulie a anului 1945, japonezii aveau 137.800.000 litri (1.156.000 US bbl) de benzină de aviație stocate pentru invadarea Japoniei. Aproximativ 72.000.000 litri (604.000 US bbl) fuseseră consumate în zona insulelor principale în aprilie, mai și iunie 1945. Deși militarii japonezi au decis să reia atacurile împotriva bombardierelor Aliate de la sfârșitul lunii iunie, până atunci existau prea puține avioane de vânătoare operaționale pentru ca această schimbare de tactici să împiedice raidurile aeriene Aliate.

### Dezvoltarea bombei atomice

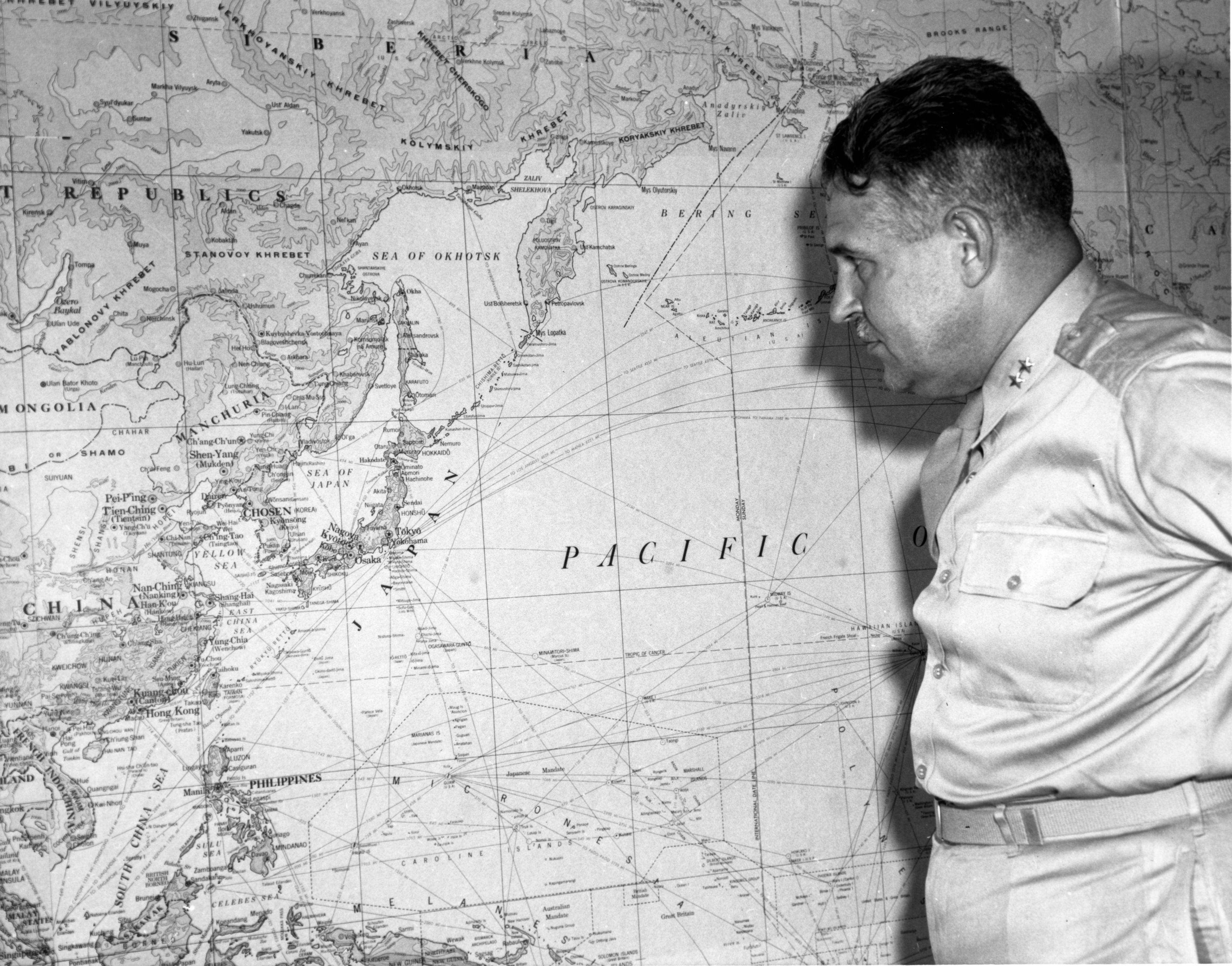
Leslie Groves, directorul Proiectului Manhattan, cu o hartă a Extremului Orient

Descoperirea fisiunii nucleare în anul 1938 a făcut din dezvoltarea unei bombe atomice o posibilitate teoretică. Temerile că un proiect german al bombei atomice ar putea dezvolta mai întâi arme nucleare, în special în rândul oamenilor de știință refugiați din Germania nazistă și din alte țări fasciste, au fost exprimate în Scrisoarea Einstein–Szilárd către Roosevelt în anul 1939. Acest lucru a declanșat cercetări preliminare în Statele Unite la sfârșitul anului 1939. Progresul a fost lent până la sosirea raportului britanic Comitetul MAUD la sfârșitul anului 1941, care indica că sunt necesare doar 5 până la 10 kilograme de uranium-235 izotopic pur pentru o bombă, în loc de tone de uraniu natural și un moderator de neutroni precum apa grea.
Ca urmare, munca a fost accelerată, mai întâi ca program pilot, iar apoi prin acordul lui Roosevelt de a transfera activitățile Corpului de Ingineri al Armatei SUA pentru construirea instalațiilor de producție necesare obținerii de uranium-235 și plutoniu-239. Această activitate a fost consolidată în cadrul noului District Ingineresc Manhattan, cunoscut mai târziu sub numele de Proiectul Manhattan, sub conducerea generalului-maior Leslie R. Groves Jr.
Munca la Proiectul Manhattan a avut loc în zeci de locații din Statele Unite și chiar în afara granițelor acesteia. Proiectul a costat peste 2 miliarde de dolari americani (echivalent cu aproximativ 22 miliarde de dolari în 2016) și a angajat peste 125.000 de oameni simultan la apogeul său. Groves l-a numit pe J. Robert Oppenheimer să organizeze și să conducă Laboratorul Los Alamos din New Mexico, unde s-a desfășurat proiectarea bombelor.
Au fost dezvoltate două tipuri diferite de bombe:  - O armă nucleară cu tip pistol care utiliza uranium-235, denumită Little Boy  - O armă nucleară cu tip implozie mai complexă, care utiliza plutoniu-239, denumită Fat Man.
A existat și un program nuclear japonez, dar acesta a lipsit de resursele umane, minerale și financiare ale Proiectului Manhattan și nu a înregistrat progrese semnificative în dezvoltarea unei bombe atomice.

## Pregătiri

### Organizare și instruire

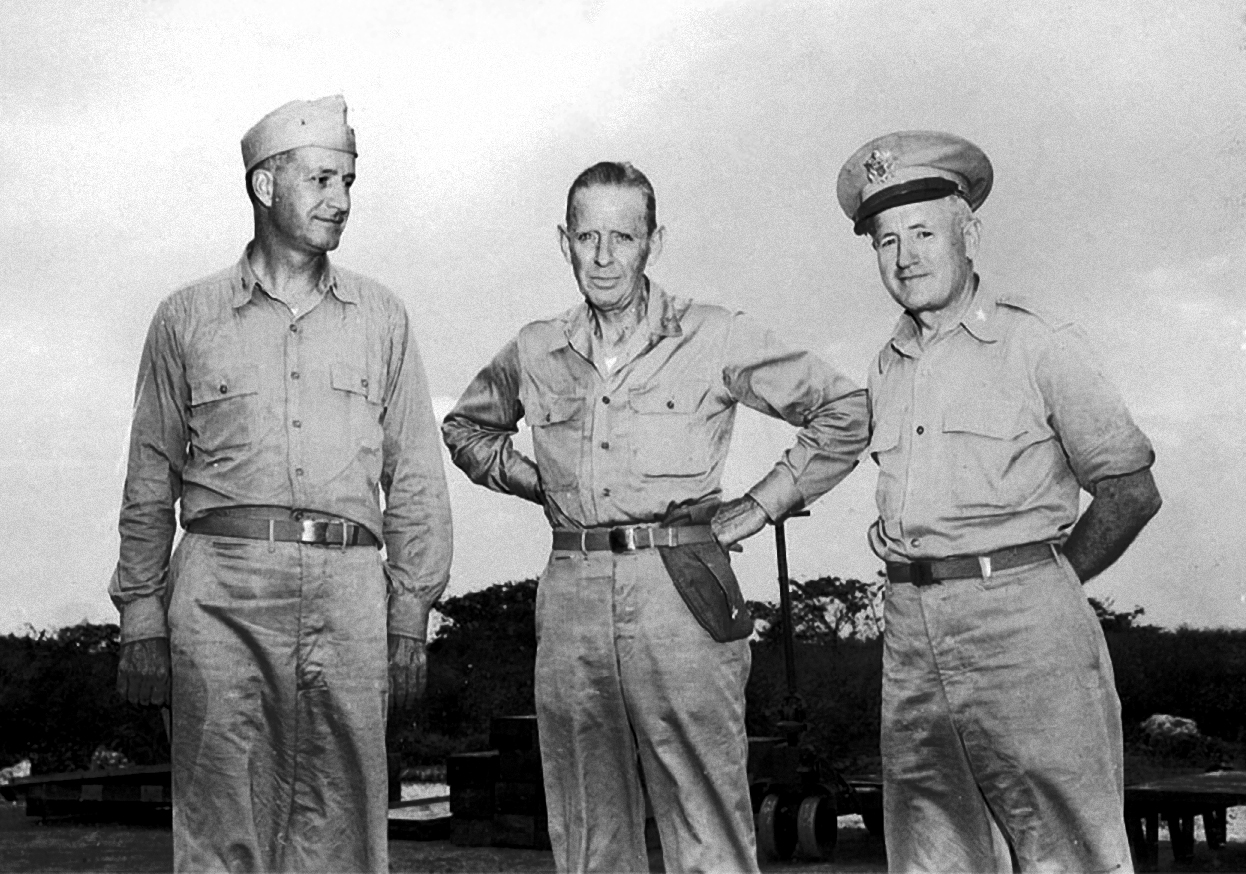
"Șefii comuni de la Tinian": Căpitanul William S. Parsons (stânga), Contraamiralul William R. Purnell (centru) și Generalul de brigadă Thomas F. Farrell (dreapta)

Grupul compozit 509 a fost constituit la 9 decembrie 1944 și activat la 17 decembrie 1944 la baza aeriană Wendover Army Air Field, Utah, sub comanda colonelului Paul Tibbets. Tibbets a fost desemnat să organizeze și să comande un grup de luptă pentru a dezvolta metode de livrare a unei arme atomice împotriva țintelor din Germania și Japonia. Deoarece escadrilele de zbor ale grupului includeau atât bombardiere cât și avioane de transport, grupul a fost desemnat drept "compozit" și nu "de bombardament".
Datorită izolării sale, Tibbets a ales Wendover ca bază de instruire în locul localităților Great Bend, Kansas și Mountain Home, Idaho. Fiecare bombardier a finalizat cel puțin 50 de lansări practice cu bombe inerte sau convenționale "dovleac", țintind insule din apropierea Tinianului și ulterior insulele de origine japoneze, până pe data de 14 august 1945.
Unele misiuni deasupra Japoniei au fost efectuate de bombardiere singulare, neînsoțite, cu o singură sarcină utilă, pentru a obișnui japonezii cu acest tipar. Acestea au simulat și atacuri atomice reale, inclusiv direcțiile de intrare și ieșire în raport cu vântul. Tibbets însuși a fost interzis să zboare în majoritatea misiunilor deasupra Japoniei, de teamă că ar putea fi capturat și interogat.
La data de 5 aprilie 1945, a fost atribuit numele de cod Operațiunea Centerboard. Ofițerul responsabil de alocarea acestuia în Divizia de Operațiuni a Departamentului de Război nu avea autorizația să cunoască detalii despre el. Primul bombardament a fost ulterior denumit Operațiunea Centerboard I, iar al doilea, Operațiunea Centerboard II.
Grupul Compozit 509 avea o efectiv autorizată de 225 de ofițeri și 1.542 de militari înrolați, aproape toți fiind deplasați ulterior pe Tinian. Pe lângă efectivul autorizat, la 509 i s-a alăturat pe Tinian Detasamentul Tehnic 1, format din 51 de personal civil și militar din cadrul Proiectului Alberta. Escadrila 393 de Bombardament a Grupului Compozit 509 era echipată cu 15 bombardiere B-29 Silverplate. Aceste avioane erau special adaptate pentru a transporta arme nucleare și erau dotate cu motoare cu injecție, elice Curtiss Electric cu pas reversibil, actuatoare pneumatice pentru deschiderea și închiderea rapidă a ușilor compartimentului de bombe și alte îmbunătățiri.
Eșalonul de suport terestru al Grupului Compozit 509 a plecat cu trenul la data de 26 aprilie 1945 spre portul de îmbarcare din Seattle, Washington. La 6 mai, elementele de suport au plecat cu SS Cape Victory spre Insulele Marianne, în timp ce materialele grupului au fost transportate cu SS Emile Berliner. Cape Victory a făcut escală scurtă la Honolulu și Eniwetok, dar pasagerii nu au avut voie să părăsească zona docului. O avangardă a eșalonului aerian, formată din 29 de ofițeri și 61 de militari înrolați, a zburat cu C-54 spre North Field de pe Tinian, între 15 și 22 mai.
La fața locului se aflau și doi reprezentanți din Washington, D.C.: Generalul de brigadă Thomas Farrell, adjunctul comandantului Proiectului Manhattan, și Contraamiralul William R. Purnell din Comitetul de Politică Militară, care erau prezenți pentru a decide pe loc problemele de politică superioară. Împreună cu Căpitanul William S. Parsons, comandantul Proiectului Alberta, ei au devenit cunoscuți sub numele de "Șefii comuni de la Tinian".

### Alegerea țintelor

Traseele misiunilor din 6 și 9 august, cu Hiroshima, Nagasaki și Kokura (ținta inițială pentru 9 august) indicate

În luna aprilie a anului 1945, Marshall i-a cerut lui Groves să propună ținte specifice pentru bombardament, pentru aprobarea finală de către el și Stimson. Groves a format un Comitet pentru Ținte, prezidat de el însuși, care includea pe Farrell, maiorul John A. Derry, colonelul William P. Fisher, Joyce C. Stearns și David M. Dennison din USAAF; și oamenii de știință John von Neumann, Robert R. Wilson și William Penney din cadrul Proiectului Manhattan.
Comitetul pentru Ținte s-a întâlnit la Washington pe 27 aprilie; la Los Alamos pe 10 mai, unde a putut discuta cu oamenii de știință și tehnicienii de acolo; și în final la Washington pe 28 mai, unde a fost prezentat de Tibbets și comandorul Frederick Ashworth din Proiectul Alberta, precum și de consilierul științific al Proiectului Manhattan, Richard C. Tolman.
Comitetul a propus cinci ținte:  - Kokura (astăzi Kitakyushu), sediul uneia dintre cele mai mari fabrici de muniții din Japonia  -Hiroshima, un port de îmbarcare și centru industrial care găzduia un important cartier general militar  - Yokohama, centru urban pentru fabricarea de avioane, unelte, docuri, echipamente electrice și rafinării  - Niigata, un port cu facilități industriale, inclusiv oțelării, fabrici de aluminiu și o rafinărie  - Kyoto, un important centru industrial.
Selectarea țintelor a fost supusă următoarelor criterii:
- Ținta avea o suprafață mai mare de 4,8 km (3 mi) și era un obiectiv important într-un oraș mare.
- Undă de șoc urma să producă pagube semnificative.
- Ținta era improbabil să fie atacată până în august 1945.[65]

Aceste orașe fuseseră în mare parte cruțate de raidurile nocturne de bombardament, iar Forțele Aeriene ale Armatei au fost de acord să le excludă din lista de ținte pentru a permite evaluarea precisă a daunelor cauzate de bombele atomice. Hiroshima a fost descrisă drept "un important depozit militar și port de îmbarcare în mijlocul unei zone industriale urbane. Este o țintă bună pentru radar și are o dimensiune care permite afectarea unei părți mari a orașului. Dealurile înconjurătoare ar putea crea un efect de focalizare care ar amplifica daunele. Datorită râurilor, nu este o țintă bună pentru incendiere."
Comitetul a afirmat:  "S-a convenit că factorii psihologici în alegerea țintelor erau foarte importanți. Două aspecte sunt relevante: (1) obținerea celui mai mare impact psihologic asupra Japoniei și (2) asigurarea că prima utilizare va fi suficient de spectaculoasă pentru ca importanța armei să fie recunoscută internațional când va fi făcută publică. [...] Kyoto are avantajul unei populații mai inteligente, capabilă să înțeleagă semnificația armei. Hiroshima are avantajul unei dimensiuni și a unor dealuri înconjurătoare care pot focaliza unda de șoc, distrugând o mare parte a orașului. Palatul Împăratului din Tokyo are o faimă mai mare decât orice altă țintă, dar are cea mai mică valoare strategică."
Edwin O. Reischauer, expert în problemele Japoniei pentru Serviciul de Informații al Armatei SUA, a fost menționat eronat drept cel care a împiedicat bombardarea Kyoto. În autobiografia sa, Reischauer a respins categoric această afirmație:  > "Singura persoană care merită creditul pentru salvarea Kyoto de la distrugere este Henry L. Stimson, secretarul de război al vremii, care cunoștea și admira Kyoto încă de la vizita făcută acolo cu decenii în urmă."
Sursele existente arată că, deși Stimson cunoștea Kyoto din vizite personale, acestea avuseseră loc la decenii după căsătoria sa, nu în luna de miere.
Pe data de 30 mai, Stimson a cerut lui Groves să excludă Kyoto din lista de ținte datorită semnificației sale istorice, religioase și culturale, dar Groves a argumentat importanța sa militară și industrială. Stimson a discutat apoi cu președintele Harry S. Truman, care a fost de acord cu excluderea Kyoto. Groves a încercat să reintroducă Kyoto în lista de ținte în iulie, dar Stimson a rămas ferm. Pe 25 iulie, Nagasaki a înlocuit Kyoto pe lista de ținte. Acesta era un important port militar, unul dintre cele mai mari centre de construcție și reparații navale din Japonia și un producător semnificativ de muniții navale.

### Propunerea unei demonstrații
În luna mai a anului 1945, Comitetul Interimar a fost înființat de Stimson la solicitarea liderilor Proiectului Manhattan și cu aprobarea lui Truman pentru a oferi consiliere în probleme legate de tehnologia nucleară. Ei au convenit că bomba atomică urma să fie folosită (1) împotriva Japoniei la prima oportunitate, (2) fără avertisment special și (3) pe o „țintă dublă" constând dintr-o instalație militară înconjurată de clădiri vulnerabile la distrugere.
În timpul ședințelor din 31 mai și 1 iunie, omul de știință Ernest Lawrence a sugerat organizarea unei demonstrații non-combatante pentru japonezi. Arthur Compton și-a amintit ulterior:
Era evident că toți ar bănui un truc. Dacă o bombă ar fi explodat în Japonia cu preaviz, forțele aeriene japoneze erau încă suficiente pentru a provoca interferențe serioase. O bombă atomică era un dispozitiv complex, încă în stadiu de dezvoltare. Funcționarea sa nu ar fi fost deloc rutinieră. Dacă în timpul ajustărilor finale apărarea japoneză ar fi atacat, o greșeală ar fi putut duce la un fel de eșec. Un astfel de final al unei demonstrații publice de putere ar fi fost mult mai rău decât dacă încercarea nu ar fi fost făcută deloc. Era acum evident că atunci când va veni momentul să folosim bombele, vom avea la dispoziție doar una dintre ele, urmată de altele la intervale prea mari. Nu ne puteam permite riscul ca una dintre ele să fie un eșec. Dacă testul s-ar fi făcut pe un teritoriu neutru, era greu de crezut că militarii japonezi, determinați și fanatici, ar fi fost impresionați. Dacă un astfel de test deschis s-ar fi făcut mai întâi și nu ar fi reușit să obțină capitularea, șansa de a produce șocul surprizei, care s-a dovedit atât de eficient, s-ar fi pierdut. Dimpotrivă, i-ar fi făcut pe japonezi să fie pregătiți să interfereze cu un atac atomic dacă ar fi putut. Deși posibilitatea unei demonstrații care nu ar fi distrus vieți omenești era atrăgătoare, nimeni nu a putut sugera o modalitate prin care aceasta să fie suficient de convingătoare încât să poată opri războiul.

Posibilitatea unei demonstrații a fost ridicată din nou în Raportul Franck elaborat de fizicianul James Franck pe 11 iunie, iar Panoul Consultativ Științific a respins raportul său pe 16 iunie, afirmând că „nu putem propune nicio demonstrație tehnică care să poată aduce sfârșitul războiului; nu vedem nicio alternativă acceptabilă la utilizarea militară directă". Franck a dus apoi raportul la Washington, D.C., unde Comitetul Interimar s-a întâlnit pe 21 iunie pentru a reexamina concluziile anterioare; dar a reconfirmat că nu exista alternativă la utilizarea bombei asupra unei ținte militare.
La fel ca Compton, mulți oficiali și oameni de știință americani au susținut că o demonstrație ar sacrifica efectul de șoc al atacului atomic, iar japonezii ar putea nega că bomba atomică era letală, făcând misiunea mai puțin probabil să producă capitularea. Prizonieri de război aliați ar fi putut fi mutați pe locul demonstrației și uciși de bombă. De asemenea, s-a temut că bomba ar putea fi un eșec, deoarece testul Trinity a fost al unui dispozitiv staționar, nu al unei bombe lansate din aer. În plus, deși mai multe bombe erau în producție, doar două ar fi fost disponibile la începutul lunii august, iar costul lor de miliarde de dolari făcea ca utilizarea uneia pentru demonstrație să fie costisitoare.

### Pliante

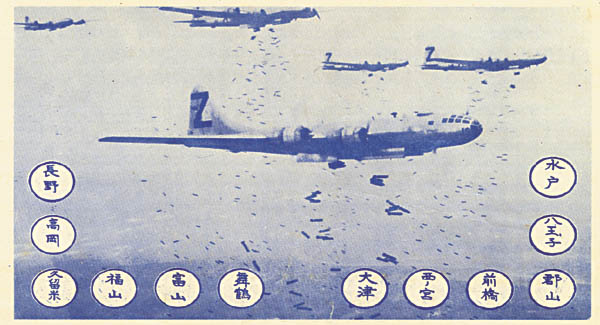
Diverse pliante au fost aruncate peste Japonia, listând orașele țintă pentru distrugere prin bombardamente incendiare. Cealaltă parte menționa că alte orașe pot fi atacate.

Timp de câteva luni, SUA a avertizat civilii despre potențiale raiduri aeriene prin distribuirea a peste 63 de milioane de pliante în întreaga Japonia. Multe orașe japoneze au suferit pagube teribile din cauza bombardamentelor aeriene; unele au fost distruse până la 97%. LeMay considera că pliantele vor crește impactul psihologic al bombardamentelor și vor reduce stigma internațională a bombardării orașelor. Chiar și cu avertismentele, opozitia japoneză față de război a rămas ineficientă. În general, japonezii au considerat mesajele din pliante ca fiind adevărate, mulți alegând să părăsească marile orașe. Pliantele au cauzat atâta îngrijorare încât guvernul a ordonat arestarea oricui era prins în posesia unuia. Textele pliantelor au fost pregătite de prizonieri de război japonezi recent capturați, deoarece aceștia erau considerați cea mai bună alegere pentru „a face apel la compatrioții lor”.
În pregătirea aruncării unei bombe atomice asupra Hiroshimei, Panoul Științific al Comitetului Interimar condus de Oppenheimer a decis împotriva unei bombe demonstrative și împotriva unui avertisment special prin pliante. Aceste decizii au fost luate din cauza incertitudinii unei detonări reușite și a dorinței de a maximiza șocul în rândul conducerii. Niciun avertisment nu a fost dat Hiroshimei că o bombă nouă și mult mai distructivă urma să fie aruncată. Diverse surse au oferit informații contradictorii despre momentul în care ultimele pliante au fost aruncate asupra Hiroshimei înaintea bombei atomice. Robert Jay Lifton a scris că a fost pe 27 iulie, iar Theodore H. McNelly a scris că a fost pe 30 iulie. Istoria USAAF a menționat că unsprezece orașe au fost țintite cu pliante pe 27 iulie, dar Hiroshima nu era printre ele și nu au existat misiuni cu pliante pe 30 iulie. Misiuni cu pliante au avut loc pe 1 și 4 august. Hiroshima poate fi fost țintită cu pliante la sfârșitul lui iulie sau începutul lui august, deoarece relatările supraviețuitorilor menționează o distribuție de pliante cu câteva zile înainte de aruncarea bombei atomice.
Au fost tipărite trei versiuni ale unui pliant care lista 11 sau 12 orașe țintă pentru bombardamente incendiare; în total 33 de orașe enumerate. Textul acestui pliant spunea în japoneză: „... nu putem promite că doar aceste orașe vor fi printre cele atacate...” Hiroshima nu era listată.

### Consultări cu Marea Britanie și Canada

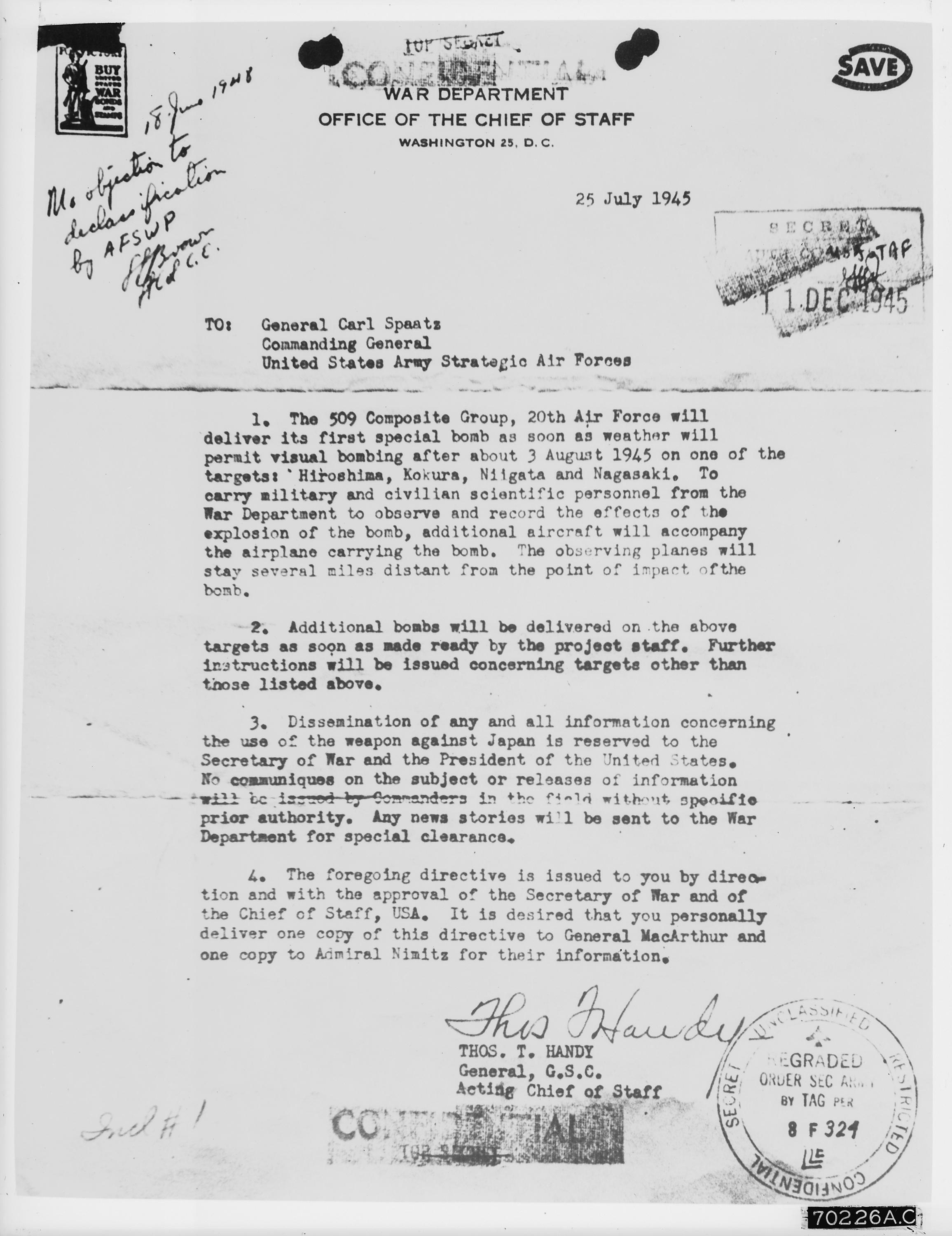
Ordinul generalului Thomas Handy către generalul Carl Spaatz care autoriza aruncarea primelor bombe atomice

În anul 1943, Statele Unite și Marea Britanie au semnat Acordul de la Quebec, care stipula că armele nucleare nu vor fi folosite împotriva altei țări fără consimțământ reciproc. Stimson a trebuit astfel să obțină permisiunea britanică. O întâlnire a Comitetului Politic Combinat, care includea un reprezentant canadian, a avut loc la Pentagon pe 4 iulie 1945. Feldmareșalul Sir Henry Maitland Wilson a anunțat că guvernul britanic a fost de acord cu utilizarea armelor nucleare împotriva Japoniei, decizie care a fost înregistrată oficial ca una a Comitetului Politic Combinat.
Deoarece comunicarea informațiilor către terțe părți era de asemenea controlată de Acordul de la Quebec, discuția s-a îndreptat apoi către detaliile științifice care urmau să fie dezvăluite în anunțul de presă privind bombardamentul. Întâlnirea a analizat și ce ar putea dezvălui Truman lui Iosif Stalin, liderul Uniunii Sovietice, la viitoarea Conferința de la Potsdam, deoarece și aceasta necesita acordul britanic.
Ordinele pentru atac au fost emise generalului Carl Spaatz pe 25 iulie sub semnătura generalului Thomas T. Handy, șeful interimar al statului major, deoarece Marshall se afla la Conferința de la Potsdam cu Truman. Textul spunea în parte:
1. Grupul 509 Compozit, Forța Aeriană a 20-a, va lansa prima bombă specială imediat ce vremea va permite bombardamentul vizual după aproximativ 3 august 1945 asupra uneia dintre țintele: Hiroshima, Kokura, Niigata și Nagasaki. Pentru a transporta personal militar și civil științific din Departamentul de Război pentru a observa și înregistra efectele exploziei bombei, aeronave suplimentare vor însoți avionul care transportă bomba. Avioanele de observație vor rămâne la câțiva kilometri distanță de punctul de impact al bombei.  

2. Bombe suplimentare vor fi livrate asupra țintelor enumerate mai sus imediat ce vor fi pregătite de personalul proiectului. Vor fi emise instrucțiuni suplimentare referitoare la țintele în afara celor enumerate mai sus.
În aceeași zi, Truman a notat în jurnalul său:
Această armă va fi folosită împotriva Japoniei între acum și 10 august. I-am spus secretarului de război, dl. Stimson, să o folosească astfel încât obiectivele militare și soldații și marinarii să fie ținta, nu femeile și copiii. Chiar dacă japonezii sunt sălbatici, necruțători, nemiloși și fanatici, noi, ca lider al lumii pentru bunăstarea comună, nu putem arunca acea bombă teribilă asupra vechii capitale [Kyoto] sau a celei noi [Tokyo]. El și eu suntem de acord. Ținta va fi una pur militară.

### Declarația de la Potsdam
Succesul testului Trinity din 16 iulie în deșertul New Mexico a depășit așteptările. Pe 26 iulie, liderii aliați au emis Declarația de la Potsdam, care contura termenii capitulării Japoniei. Declarația a fost prezentată ca un ultimatum și stipula că, fără capitulare, Aliații vor ataca Japonia, rezultând „distrugerea inevitabilă și completă a forțelor armate japoneze și, la fel de inevitabil, devastarea totală a patriei japoneze”. Bomba atomică nu a fost menționată în comunicat.
Pe data de 28 iulie, ziarele japoneze au raportat că declarația fusese respinsă de guvernul japonez. După-amiaza, prim-ministrul Kantarō Suzuki a declarat la o conferință de presă că Declarația de la Potsdam nu era decât o reformulare (yakinaoshi) a Declarației de la Cairo, că guvernul intenționa să o ignore (mokusatsu, „a omorî prin tăcere”) și că Japonia va lupta până la capăt. Declarația a fost interpretată atât de ziarele japoneze, cât și de cele străine, ca o respingere clară a declarației. Împăratul Hirohito, care aștepta un răspuns sovietic la tentativele japoneze de pace neangajante, nu a făcut nicio mișcare pentru a schimba poziția guvernului.
Dispoziția Japoniei de a capitula rămânea condiționată de:  - Păstrarea kokutai (instituția imperială și politatea națională)  - Preluarea responsabilității pentru dezarmare și demobilizare de către Cartierul General Imperial  - Absența ocupării insulelor japoneze, Coreei sau Formosei  - Delegarea pedepsirii criminalilor de război guvernului japonez.
La Potsdam, Truman a acceptat o cerere a lui Winston Churchill ca Marea Britanie să fie reprezentată la momentul aruncării bombei atomice. William Penney și Grup-căpitanul Leonard Cheshire au fost trimiși pe Tinian, dar LeMay nu i-a lăsat să însoțească misiunea.

### Bombele
Bomba Little Boy, cu excepția sarcinii utile de uraniu, era gata la începutul lunii mai 1945. Existau două componente de uraniu-235: un proiectil cilindric gol și o țintă cilindrică. Proiectilul a fost finalizat pe data de 15 iunie, iar ținta pe data de 24 iulie.
Proiectilul și opt pre-asamblaje ale bombei (bombe parțial asamblate fără încărcătura de praf și componentele fisile) au plecat din Hunters Point Naval Shipyard, California, pe data de 16 iulie, la bordul crucișătorului USS Indianapolis⁠(en)[traduceți], și au ajuns pe Tinian pe 26 iulie. Ținta a fost transportată prin aer pe 30 iulie, însoțită de comandorul Francis Birch din Proiectul Alberta.
Bomba a fost ulterior descrisă de fizicianul Harold Agnew, care a zburat într-un avion însoțitor, drept "complet nesigură"; în mod normal ar fi fost armată, o sarcină excepțional de delicată, la sol înainte de decolare. Ca răspuns la preocupările exprimate de Grupul 509 Compozit cu privire la posibilitatea unui accident al unui B-29 la decolare cu o bombă armată la bord, Birch a modificat designul Little Boy pentru a incorpora un dop de culas detașabil care să permită armarea bombei în zbor.
Primul nucleu de plutoniu, împreună cu inițiatorul său din poloniu-beriliu, a fost transportat sub custodia curierului Proiectului Alberta, Raemer Schreiber, într-o valiză de teren din magneziu proiectată în acest scop de Philip Morrison. Magneziul a fost ales deoarece nu acționează ca un reflector de neutroni. Nucleul a plecat de la Baza Aeriană Kirtland pe un avion de transport C-54 al Escadrilei 320 de Transport a Grupului 509 Compozit pe 26 iulie și a ajuns la North Field pe 28 iulie.
Trei pre-asamblaje explozive ale lui Fat Man, desemnate F31, F32 și F33, au fost preluate de la Kirtland pe 28 iulie de trei B-29, două din Escadrila 393 de Bombardament plus unul din Unitatea 216 de Bază a Forțelor Aeriene, și transportate la North Field, ajungând pe 2 august.

## Hiroshima

### Hiroshima în timpul celui de-Al Doilea Război Mondial

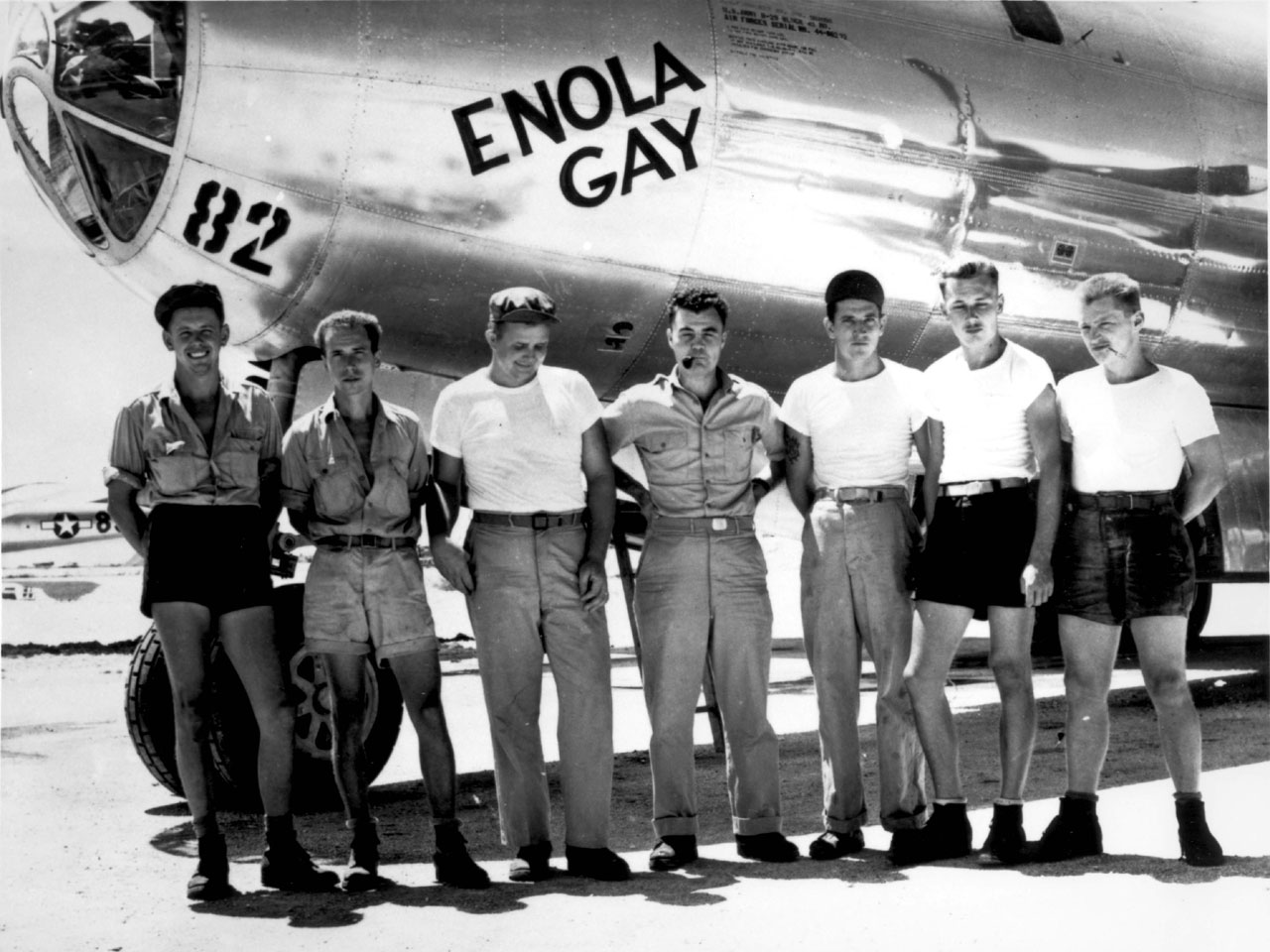
Enola Gay a lansat bomba atomică "Little Boy" asupra Hiroshimei. Paul Tibbets (în centru) este în fotografie alături de șase membri ai echipei de la sol.

La momentul bombardamentului, Hiroshima era un oraș de importanță industrială și militară. Numeroase unități militare se aflau în apropiere, cea mai importantă fiind cartierul general al mareșalului Shunroku Hata, comandant al A Doua Armată Generală, responsabilă de apărarea întregului sud al Japoniei, și care își avea sediul în Castelul Hiroshima. Comandamentul lui Hata cuprindea aproximativ 400.000 de soldați, majoritatea aflați în Kyushu, unde se anticipa corect o invazie aliată. De asemenea, în Hiroshima se aflau cartierele generale ale Armatei a 59-a, Diviziei a 5-a și Diviziei a 224-a, o unitate mobilă recent formată. Orașul era apărat de cinci baterii de tunuri antiaeriene de 70 mm și 80 mm (2,8 și 3,1 inch) din cadrul Diviziei a 3-a Antiaeriană, inclusiv unități ale Regimentelor 121 și 122 și ale Batalioanelor 22 și 45 Separate Antiaeriene. În total, aproximativ 40.000 de militari japonezi erau staționați în oraș.
Hiroshima era o bază de aprovizionare și logistică pentru armata japoneză. Orașul era un centru de comunicații, un port important pentru transport maritim și o zonă de concentrare a trupelor. Susținea o importantă industrie de război, fabricând piese pentru avioane și nave, pentru bombe, puști și pistoale. Centrul orașului conținea mai multe clădiri din beton armat. În afara centrului, zona era aglomerată cu ateliere mici din lemn, amplasate printre casele japoneze. Câteva fabrici mai mari se aflau la periferia orașului. Casele erau construite din lemn cu acoperișuri din țiglă, iar multe dintre clădirile industriale aveau de asemenea structuri din lemn. Orașul, în ansamblu, era extrem de vulnerabil la incendii. Era al doilea oraș ca mărime din Japonia, după Kyoto, care nu fusese încă afectat de raiduri aeriene, în principal deoarece nu găzduia o industrie aeronautică, prioritatea Comandamentului XXI al Bombardierelor. La data de 3 iulie, Comitetul Șefilor de Stat Major a interzis bombardarea orașului, alături de Kokura, Niigata și Kyoto.
Populația Hiroshimei atinsese un vârf de peste 381.000 de locuitori mai devreme în război, dar înaintea bombardamentului atomic, populația a scăzut constant din cauza evacuării sistematice ordonate de guvernul japonez. La momentul atacului, populația era de aproximativ 340.000–350.000 de persoane. Locuitorii se întrebau de ce Hiroshima fusese cruțată de bombardamentele cu incendiare. Unii speculau că orașul urma să fie păstrat ca sediu pentru administrația de ocupație americană, alții credeau că rudele din Hawaii și California au trimis petiții guvernului american pentru a evita distrugerea Hiroshimei. Oficialii mai realiști au ordonat demolarea unor clădiri pentru a crea fâșii de protecție. Acestea au continuat să fie extinse până în dimineața zilei de 6 august 1945.

### Bombardamentul Hiroshimei

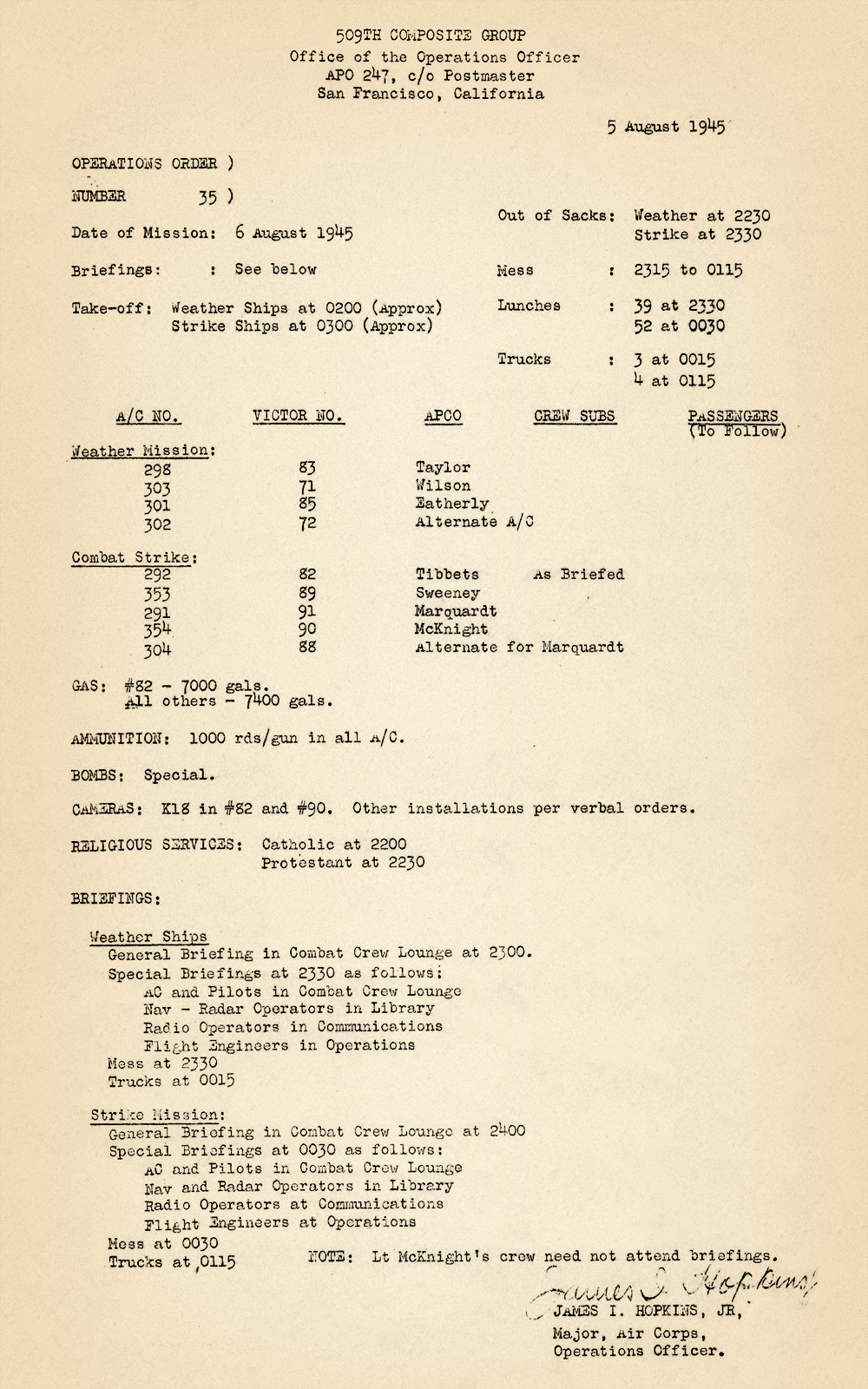
Ordinul de atac pentru bombardamentul Hiroshimei postat pe 5 august 1945

Hiroshima a fost ținta principală a primei misiuni de bombardament atomic din 6 august, cu Kokura și Nagasaki ca ținte alternative. Bombardierul B-29 Enola Gay al Escadrilei 393 de Bombardament, numit după mama lui Tibbets și pilotat de Tibbets, a decolat de la North Field, Tinian, la aproximativ șase ore de zbor de Japonia, la ora 02:45 (ora locală).
Enola Gay a fost însoțit de alte două bombardiere B-29:
- The Great Artiste, comandat de maiorul Charles Sweeney, care transporta instrumente de măsură 
- Un avion fără nume la acel moment (denumit ulterior **Necessary Evil**), comandat de căpitanul George Marquardt, folosit pentru fotografiere.
| Aeronavă          | Pilot                       | Indicativ  | Rol în Misiune                                |
| ----------------- | --------------------------- | ---------- | --------------------------------------------- |
| Straight Flush    | Major Claude R. Eatherly    | Dimples 85 | Recunoaștere meteorologică (Hiroshima)        |
| Jabit III         | Major John A. Wilson        | Dimples 71 | Recunoaștere meteorologică (Kokura)           |
| Full House        | Major Ralph R. Taylor       | Dimples 83 | Recunoaștere meteorologică (Nagasaki)         |
| Enola Gay         | Colonel Paul W. Tibbets     | Dimples 82 | Livrare de arme                               |
| The Great Artiste | Major Charles W. Sweeney    | Dimples 89 | Instrumente de măsurare a exploziei           |
| Necessary Evil    | Captain George W. Marquardt | Dimples 91 | Observarea și fotografiarea grevei            |
| Top Secret        | Captain Charles F. McKnight | Dimples 72 | Lovitură de rezervă – nu a finalizat misiunea |

După plecarea din Tinian, aeronavele s-au îndreptat separat către Iwo Jima pentru a se întâlni cu Sweeney și Marquardt la ora 05:55, la o altitudine de aproximativ 2.800 meteri (9.200 ft). De acolo, au stabilit cursul către Japonia. Aeronavele au ajuns deasupra orașului Hiroshima în condiții de vizibilitate clară, la o altitudine de aproximativ 9.470 meteri (31.060 ft). Parsons, care era la comanda misiunii, a armat bomba în timpul zborului pentru a minimiza riscurile la decolare. El asistase anterior la prăbușirea și arderea a patru B-29 și se temea că o explozie nucleară ar putea avea loc dacă un avion B-29 s-ar prăbuși cu „Little Boy” deja armat. Asistentul său, sublocotenentul Morris R. Jeppson, a îndepărtat dispozitivele de siguranță cu 30 de minute înainte de a ajunge în zona țintă.

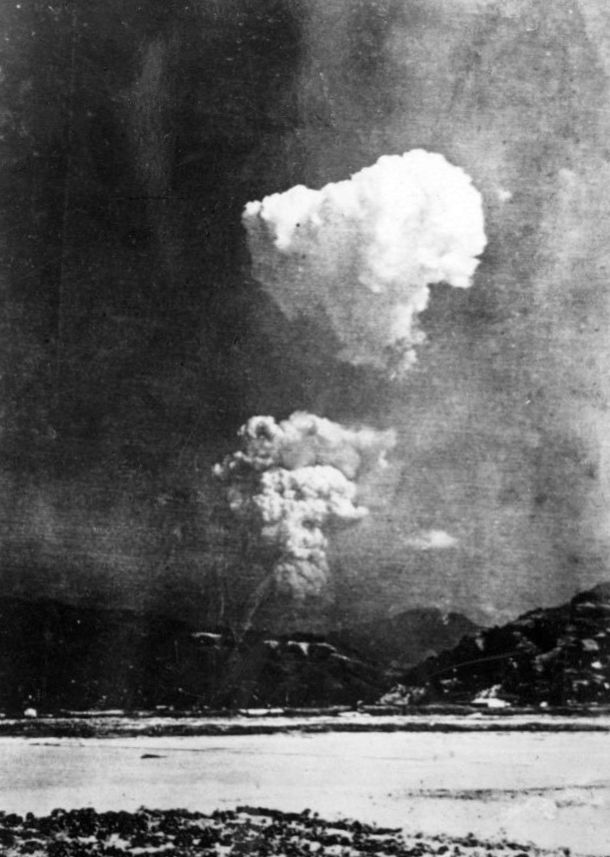
Norul ciupercă de la Hiroshima, 2–5 minute după detonare

În noaptea de 5–6 august, radarul japonez de avertizare timpurie a detectat apropierea mai multor aeronave americane către sudul Japoniei. Radarul a detectat 65 de bombardiere îndreptate către Saga, 102 către Maebashi, 261 către Nishinomiya, 111 către Ube și 66 către Imabari. A fost emisă o alertă și transmisiunile radio au fost oprite în multe orașe, printre care și Hiroshima. Alerta a fost ridicată la Hiroshima la ora 00:05.
Cu aproximativ o oră înainte de bombardament, alarma aeriană a fost declanșată din nou, deoarece avionul Straight Flush a survolat orașul și a transmis un mesaj scurt, preluat de Enola Gay: „Acoperire cu nori mai mică de 3/10 la toate altitudinile. Recomandare: bombardați ținta principală.” Alerta a fost din nou ridicată la ora 07:09.
La ora 08:09, Tibbets a început manevra de lansare și a predat controlul bombardierului maiorului Thomas Ferebee. Lansarea a avut loc conform planului la ora 08:15 (ora Japoniei), iar bomba „Little Boy”, care conținea aproximativ 64 kg (140 lb) de uraniu-235, a căzut timp de 44,4 secunde de la altitudinea de circa 9.400 meteri (31.000 ft) până la detonație, la o înălțime de aproximativ 580 meteri (1.900 ft) deasupra orașului. Enola Gay se afla la o distanță de 18,5 km (11,5 mi) când a simțit undele de șoc ale exploziei.
Din cauza vântului lateral, bomba a ratat punctul de țintire – Podul Aioi – cu aproximativ 240 m (800 ft) și a detonat direct deasupra Clinicii Chirurgicale Shima. A eliberat o energie echivalentă cu 16 ± 2 kilotons of TNT (66,9 ± 8,4 TJ) — de patru ori mai mare decât încărcătura totală a bombelor convenționale care au distrus orașul Dresda din Germania. Dispozitivul a fost foarte ineficient, doar 1,7% din materialul său fisionând. Raza de distrugere totală a fost de aproximativ 1,6 kilometeri (1 mi), iar incendiile rezultate s-au extins pe 11 km2 (4,4 mi2).
Enola Gay a rămas deasupra zonei țintă timp de două minute și se afla la aproximativ 16 kilometeri (10 mi) distanță când bomba a explodat. Doar Tibbets, Parsons și Ferebee știau natura armei; ceilalți membri ai echipajului au fost doar avertizați că vor vedea o lumină orbitoare și au primit ochelari de protecție. „A fost greu de crezut ce am văzut”, a spus Tibbets, iar Parsons a declarat: „totul a fost copleșitor și cutremurător... oamenii de la bord au exclamat: «Doamne!»” El și Tibbets au comparat unda de șoc cu o explozie apropiată de foc antiaerian. Camerele de filmat de la bordul Necessary Evil au eșuat; singura filmare a atacului a fost realizată cu o cameră de 16mm introdusă clandestin în avion de un membru al echipajului.
Echipajul Enola Gay a fost primit ca niște eroi la revenirea pe insula Tinian, cu sute de persoane aclamatând și „mai mulți generali decât văzusem vreodată în viața mea. Ne întrebam ce naiba căutau acolo”, a povestit navigatorul Theodore „Dutch” Van Kirk. Când Tibbets a coborât din B-29, i s-a înmânat pe neașteptate Crucea pentru Serviciu Distins, în timp ce încă ținea pipa în mână.

### Evenimente la sol
Martorii de la sol au raportat un pika (ピカ?)—un fulger orbitor de lumină—urmat de un don (ドン?)—un zgomot puternic de explozie. Experiențele supraviețuitorilor din oraș au variat în funcție de locație și circumstanțe, însă un element comun al relatărilor a fost impresia că o armă convențională (uneori descrisă ca o bombă de magneziu, recunoscută pentru fulgerul său alb strălucitor) explodase în apropiere, provocând daune masive (aruncând oameni prin încăperi, spărgând geamuri, prăbușind clădiri). După ce au ieșit din ruine, supraviețuitorii au înțeles treptat că întregul oraș fusese atacat în același moment. Relatările menționează adesea cum oamenii rătăceau prin ruine fără o direcție clară, întâlnind strigătele celor prinși sub clădiri prăbușite sau persoane cu arsuri îngrozitoare. Incendiile multiple generate de explozie s-au unit într-o furtună de foc care s-a răspândit rapid, omorând pe cei prinși și forțând mulți să sară în râurile din Hiroshima căutând adăpost (mulți dintre ei înecându-se).
Fotograful Yoshito Matsushige a realizat singurele fotografii ale orașului imediat după bombardament. Ulterior, el a declarat că, imediat după explozie, „pretutindeni era praf; acoperea totul într-o întunecime cenușie”. A făcut doar cinci fotografii înainte să nu mai poată continua: „Era o scenă groaznică. Parcă era iadul însuși.” Multe relatări vorbesc despre persoane care păreau nevătămate, dar care mureau în câteva ore sau zile din cauza a ceea ce ulterior a fost identificat ca boală prin radiații.
Estimările privind numărul victimelor provocate de explozie, incendii și efectele radiației sunt dificile din cauza lipsei de înregistrări precise în timpul războiului, haosului cauzat de atac, incertitudinii privind populația orașului în dimineața atacului și a metodelor diferite de calcul. Rapoarte ale Proiectului Manhattan din 1946 și ale Comisiei Comune pentru Investigarea Bombei Atomice din Japonia (conduse de forțele de ocupație americane în 1951) au estimat 66.000 de morți și 69.000 de răniți, respectiv 64.500 de morți și 72.000 de răniți. Reanalizele japoneze din anii 1970 au estimat aproximativ 140.000 de morți în Hiroshima până la sfârșitul anului. Estimările privind personalul militar japonez decedat variază, de asemenea. United States Strategic Bombing Survey estima în 1946 că 24.158 de soldați erau prezenți în Hiroshima la momentul atacului, dintre care 6.789 au fost uciși sau dați dispăruți; estimările din anii 1970 indicau aproximativ 10.000 de morți în rândul militarilor. O estimare modernă a Radiation Effects Research Foundation (RERF) indică o populație între 340.000 și 350.000 de persoane în oraș la momentul bombardamentului, dintre care între 90.000 și 166.000 au murit până la sfârșitul anului.
Sondajele americane au estimat că 12 km2 (4,7 mi2) din oraș au fost distruse. Autoritățile japoneze au determinat că 69% dintre clădirile din Hiroshima au fost distruse și alte 6–7% au fost avariate. Unele dintre clădirile din beton armat fuseseră construite foarte solid, din cauza riscului seismic din Japonia, și nu s-au prăbușit deși se aflau aproape de centrul exploziei. Deoarece bomba a fost detonată în aer, suflul exploziei a fost direcționat mai mult în jos decât lateral, ceea ce explică în mare parte supraviețuirea Clădirii Prefecturale de Promovare Industrială, cunoscută acum ca Domul Genbaku, aflată la doar 150 m (490 ft) de hipocentru (epicentrul subteran al exploziei). Ruina a fost redenumită „Memorialul Păcii Hiroshima” și a fost inclusă în Patrimoniul Mondial UNESCO în 1996, în ciuda obiecțiilor Statelor Unite și Chinei, care considerau că alte națiuni asiatice au suferit pierderi mai mari, iar accentul pus pe Japonia ignora contextul istoric mai amplu.
| A devastated area very similar to the one of Tokyo above |
| Hiroshima în urma bombardamentului                       |

|                            |
| Ruinele orașului Hiroshima |

|                                               |
| Domul Genbaku din Hiroshima după bombardament |

| A burned out domed building surrounded by rubble                                                                       |
| Modelul kimono-ului purtat de o supraviețuitoare i s-a imprimat în piele în zonele în care îmbrăcămintea era strânsă.” |

| A woman's back, with chequered-shaped burns   |
| Direct, arsuri termice cauzate de deflagrație |

| |
| Victima în vârstă de 22 de ani, Toyoko Kugata, este tratată la Spitalul Crucii Roșii din Hiroshima (6 octombrie 1945) |

|                                                           |
| O fotografie a urmărilor bombardamentului de la Hiroshima |

|                                                                                          |
| Memorial la Andersonville NHS pentru aviatorii americani care au murit în urma exploziei |

|                     |
| O victimă cu arsuri |

|                                   |
| O victimă cu arsuri pe tot corpul |

|                                   |
| O victimă cu arsuri pe tot corpul |

|                            |
| Victimă cu arsuri pe spate |

|                                        |
| Cadavru lângă terenul de paradă vestic |

|                                             |
| O elevă mobilizată a suferit arsuri la față |

| |
| Sora mai mare și fratele mai mic care au suferit de boli cauzate de radiații. Fratele a murit în 1949, iar sora în 1965. |

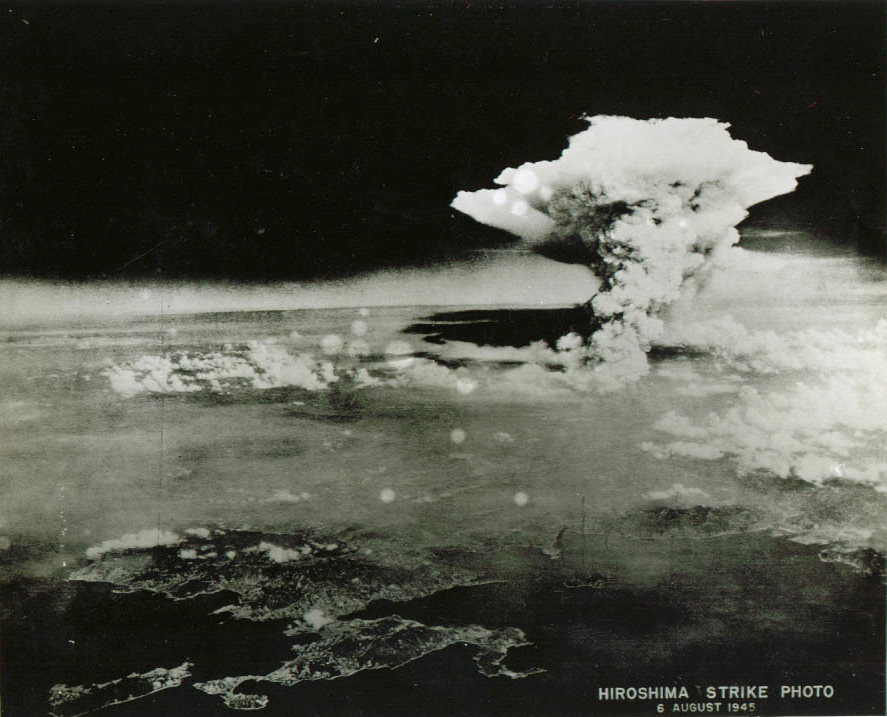
Timp de decenii, această fotografie a fost identificată greșit ca norul de ciupercă al bombei format în jurul orei 08:16. În martie 2016, s-a descoperit că fotografia arată de fapt norul unei furtuni de foc care a cuprins orașul la aproximativ trei ore după bombardament.

Alerta aeriană fusese anulată la 07:31, iar mulți oameni erau deja afară, desfășurând activități obișnuite. Eizō Nomura este considerat cel mai apropiat supraviețuitor cunoscut, fiind în subsolul unei clădiri din beton armat (care a devenit ulterior „Rest House”) aflată la doar 170 meteri (560 ft) de hipocentru la momentul exploziei. A murit în anul 1982, la vârsta de 84 de ani. Akiko Takakura a fost printre supraviețuitorii cei mai apropiați de hipocentru, fiind în sediul solid construit al Băncii Hiroshima, aflată la doar 300 meteri (980 ft) de explozie.
Peste 90% dintre doctorii și 93% dintre asistentele din Hiroshima au fost uciși sau răniți—majoritatea fiind în centrul orașului, unde distrugerile au fost cele mai mari. Spitalele au fost distruse sau grav avariate. Doar un singur doctor, Terufumi Sasaki, a rămas activ la Spitalul Crucii Roșii. Totuși, până după-amiază, poliția și voluntarii stabiliseră centre de evacuare în spitale, școli și stații de tramvai, iar o morgă a fost organizată în biblioteca Asano. Supraviețuitorii s-au adunat în căutare de ajutor medical, însă mulți au murit înainte de a primi asistență, lăsând cercuri de cadavre în jurul spitalelor.
Majoritatea elementelor cartierului general al Armatei a Doua Generale japoneze se aflau în timpul unui antrenament fizic pe terenul Castelului Hiroshima, la doar 820 meteri (900 yd) de hipocentru. Atacul a ucis 3.243 de soldați aflați pe terenul de paradă. Sala de comunicații a cartierului general militar al regiunii Chugoku, responsabilă cu emiterea și ridicarea alertelor aeriene, era localizată într-un semisubsol al castelului. Yoshie Oka, o elevă de la Liceul de Fete Hijiyama, mobilizată pentru a servi ca operator de comunicații, tocmai trimisese un mesaj prin care anunța că alerta fusese emisă pentru Hiroshima și prefectura vecină Yamaguchi când bomba a explodat. Ea a folosit un telefon special pentru a informa cartierul general din Fukuyama (aflat la circa 100 kilometeri (62 mi) distanță) că „Hiroshima a fost atacată cu un nou tip de bombă. Orașul este aproape complet distrus.”
Deoarece primarul Senkichi Awaya fusese ucis în reședința primăriei, feldmareșalul Shunroku Hata, rănit ușor, a preluat conducerea administrativă a orașului și a coordonat eforturile de ajutorare. Mulți dintre membrii personalului său fuseseră uciși sau răniți mortal, inclusiv locotenent-colonelul Yi U, un prinț din familia imperială coreeană care servea ca ofițer de stat major. Cel mai înalt ofițer supraviețuitor al lui Hata a fost colonelul Kumao Imoto, rănit, care a acționat ca șef de stat major. Soldații din portul Hiroshima Ujina, care nu fusese afectat, au folosit Shin'yō-class suicide motorboat-uri, destinate inițial pentru respingerea invaziei americane, pentru a evacua răniții pe râuri spre spitalul militar din Ujina. Camioane și trenuri au adus provizii și au evacuat supraviețuitorii din oraș.
Doisprezece aviatori americani erau încarcerați în cartierul general al Poliției Militare Chugoku, aflat la aproximativ 400 meteri (1.300 ft) de hipocentrul exploziei. Cei mai mulți au murit instantaneu, deși doi au fost raportați ca fiind executați de către gardieni, iar alți doi, grav răniți de bombă, au fost abandonați lângă Podul Aioi de către Kempeitai, fiind uciși cu pietre. Opt prizonieri de război americani, uciși în cadrul unui program de experimente medicale la Universitatea Kyushu, au fost raportați în mod fals de către autoritățile japoneze ca fiind victime ale exploziei atomice, într-o tentativă de acoperire a faptelor.
Incendiile provocate de detonarea bombei atomice au antrenat cantități mari de cenușă în atmosferă. Una până la două ore după explozie, a început să cadă o „ploaie neagră”, o combinație cleioasă de cenușă, precipitații radioactive și apă, care a provocat în unele cazuri arsuri grave prin radiație.

### Reacția japoneză la bombardament
Operatorul de control din Tokyo al Corporației de Radiofuziune Japoneze a observat că stația Hiroshima a ieșit din aer. A încercat să reînnoiască programul folosind o altă linie telefonică, dar și aceasta a eșuat.
La aproximativ 20 de minute mai târziu, centrul telegrafic feroviar din Tokyo a realizat că telegraful principal încetase să funcționeze la nord de Hiroshima. De la unele mici stații feroviare din raza de 16 km (10 mi) de oraș au sosit rapoarte neoficiale și confuze despre o explozie teribilă la Hiroshima. Toate aceste rapoarte au fost transmise la cartierul general al Statului Major General al Armatei Imperiale Japoneze.
Bazele militare au încercat în mod repetat să contacteze Stația de Control a Armatei din Hiroshima. Liniștea completă din oraș i-a nedumerit pe Statul Major; știau că nu avusese loc niciun raid inamic major și că nu existau cantități mari de explozivi în Hiroshima la acel moment. Un tânăr ofițer a fost însărcinat să zboare imediat spre Hiroshima, să aterizeze, să evalueze pagubele și să se întoarcă la Tokyo cu informații sigure pentru statul major. Se credea că nu se întâmplase nimic grav și că explozia era doar un zvon.
Oficialul a plecat spre aeroport și a decolat spre sud-vest. După aproximativ trei ore de zbor, în timp ce se afla la aproape 160 km (100 mi) de Hiroshima, el și pilotul său au văzut un nor imens de fum de la furtuna de foc creată de bombă. După ce au orbit orașul pentru a evalua pagubele, au aterizat la sud de oraș, unde oficialul, după ce a raportat la Tokyo, a început să organizeze măsuri de ajutor. Tokyo a aflat că orașul fusese distrus de un nou tip de bombă din anunțul președintelui Truman despre atac, șaisprezece ore mai târziu.

## Evenimentele din 7-9 august
După bombardamentul Hiroshimei, Truman a emis o declarație anunțând utilizarea noii arme. El a declarat: "Putem fi recunoscători Providenței" că proiectul german al bombei atomice eșuase, iar Statele Unite și aliații săi "au cheltuit două miliarde de dolari pe cel mai mare pariu științific din istorie - și au câștigat". Truman a avertizat apoi Japonia: "Dacă nu acceptă acum termenii noștri, se pot aștepta la o ploaie de ruină din aer, de nedescris pe acest pământ. În urma acestui atac aerian vor urma forțe navale și terestre într-un număr și cu o putere pe care nu le-au văzut încă și cu priceperea în luptă de care sunt deja conștienți."
Stația radio OWI de 50.000 wați de pe Saipan a difuzat un mesaj similar către Japonia la fiecare 15 minute despre Hiroshima, afirmând că mai multe orașe japoneze se vor confrunta cu un soț similar în lipsa acceptării imediate a termenilor Declarației de la Potsdam și a insistat ferm ca civilii să evacueze marile orașe. Radio Japonia, care continua să laude victoria Japoniei prin refuzul de a capitula, informase japonezii despre distrugerea Hiroshimei de către o singură bombă.
Ministrul sovietic de externe Veașeslav Molotov informase Tokyo pe 5 aprilie despre denunțarea unilaterală a Pactului de neutralitate sovieto-japonez. La două minute după miezul nopții pe 9 august, ora Tokyo, forțele sovietice de infanterie, blindate și aeriene lansaseră Operațiunea ofensivă strategică din Manciuria.
Pe data de 7 august, o zi după distrugerea Hiroshimei, Yoshio Nishina și alți fizicieni nucleari au sosit în oraș și au examinat atent pagubele. La întoarcerea la Tokyo, au informat cabinetul că Hiroshima fusese într-adevăr distrusă de o armă nucleară. Amiralul Soemu Toyoda, șeful Statului Major Naval, a estimat că nu mai mult de una sau două bombe suplimentare puteau fi pregătite, așa că au decis să îndure atacurile rămase, recunoscând că "vor mai fi distrugeri, dar războiul va continua".
În aceeași zi, Purnell, Parsons, Tibbets, Spaatz și LeMay s-au întâlnit pe Guam pentru a discuta următorii pași. Deoarece nu existau indicații că Japonia ar capitula, au decis să continue cu aruncarea unei alte bombe. Parsons a afirmat că Proiectul Alberta ar fi pregătit până pe 11 august, dar Tibbets a menționat rapoarte meteorologice care indicau condiții nefavorabile de zbor în acea zi din cauza unei furtuni și a întrebat dacă bomba ar putea fi pregătită până pe 9 august. Parsons a acceptat să încerce să facă acest lucru.

## Nagasaki

### Nagasaki în timpul celui de-al Doilea Război Mondial

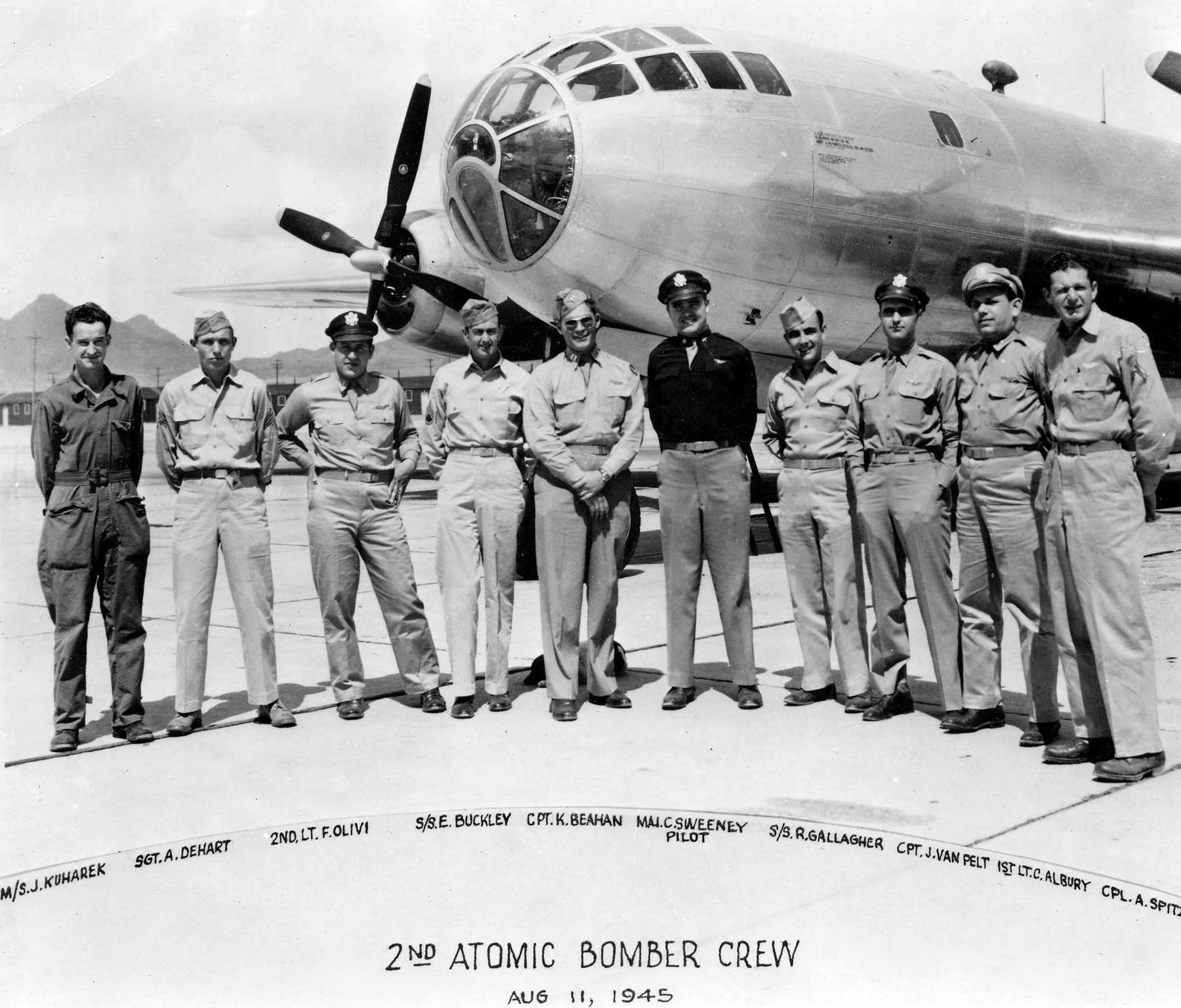
Bockscar și echipajul său, care a lansat bomba atomică Fat Man asupra orașului Nagasaki

Orașul Nagasaki fusese unul dintre cele mai mari porturi maritime din sudul Japoniei și avea o importanță majoră în timpul războiului datorită activităților sale industriale diverse, inclusiv producția de ordnanță, nave, echipamente militare și alte materiale de război. Cele mai mari patru companii din oraș erau Șantierele Navale Mitsubishi, Șantierele Electrice Navale Mitsubishi, Fabrica de Armament și Uzinele de Oțel și Armament, care angajau aproximativ 90% din forța de muncă a orașului și generau 90% din activitatea industrială. Deși era un centru industrial important, Nagasaki fusese cruțat de bombardamentele incendiare deoarece geografia sa îl făcea dificil de localizat noaptea cu ajutorul radarului AN/APQ-13.
Spre deosebire de celelalte orașe-țintă, Nagasaki nu fusese scos de pe lista obiectivelor bombardabile în directiva din 3 iulie emisă de Comitetul Șefilor de Stat Major al SUA, și a fost bombardat la scară redusă de cinci ori. În timpul unuia dintre aceste raiduri, la 1 august, au fost lansate mai multe bombe convenționale cu explozie asupra orașului. Unele au lovit șantierele navale și zonele portuare din sud-vestul orașului, iar altele au lovit Uzinele de Oțel și Armament Mitsubishi. La începutul lunii august, orașul era apărat de Regimentul 134 Antiaerian din Divizia a 4-a Antiaeriană, care dispunea de patru baterii de tunuri antiaeriene de 7 cm (2,8 in) și două baterii de proiectoare.

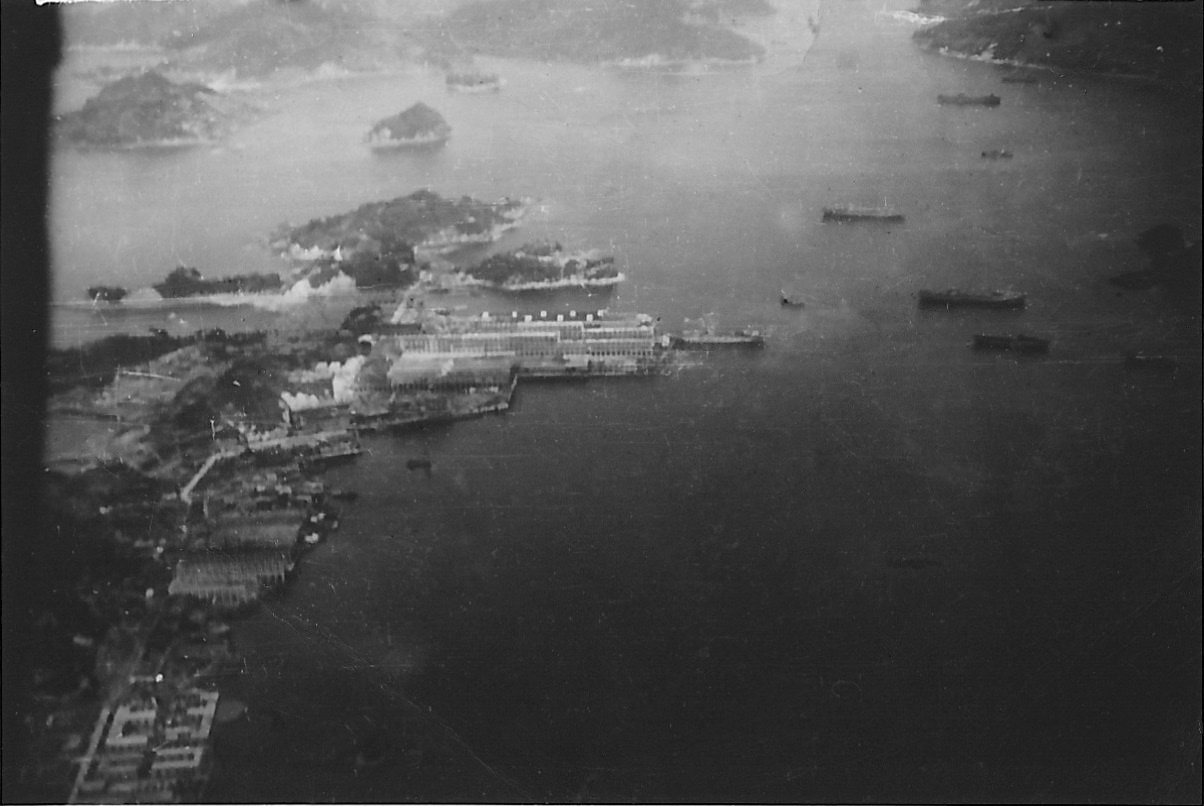
Portul din Nagasaki, august 1945, înainte de lovirea cu bomba atomică

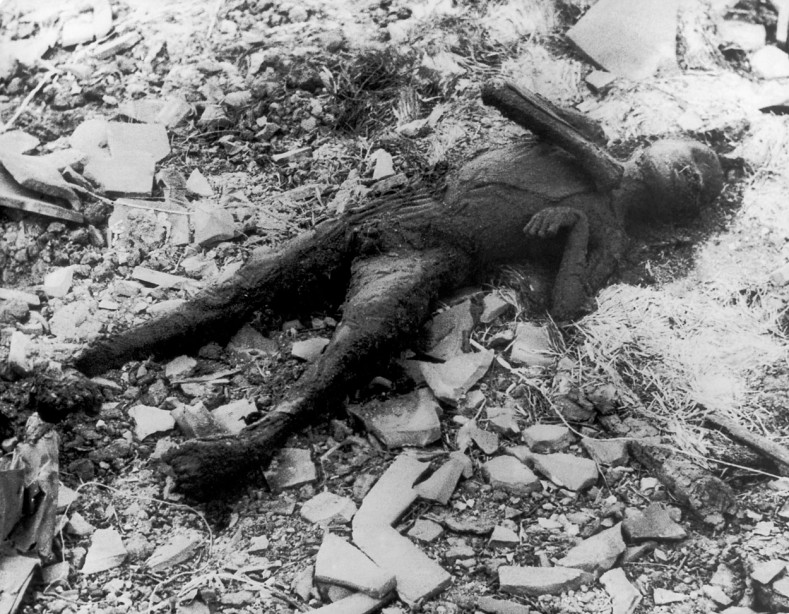
Yōsuke Yamahata a fotografiat acest copil carbonizat la Nagasaki. Autoritățile americane au cenzurat astfel de imagini în Japonia până în 1952.

Spre deosebire de Hiroshima, aproape toate clădirile din Nagasaki erau construite în stil japonez tradițional, fiind realizate din lemn sau cu schelet de lemn, pereți din lemn (cu sau fără tencuială) și acoperișuri din țiglă. Multe dintre întreprinderile mici și sediile comerciale erau de asemenea amplasate în clădiri din lemn sau alte materiale care nu fuseseră proiectate să reziste exploziei. Orașul fusese lăsat să se dezvolte timp de mulți ani fără un plan urbanistic clar; locuințele erau construite imediat lângă fabrici și unele lângă altele, cât mai dens posibil, în toată valea industrială. În ziua bombardamentului, se estimează că în Nagasaki se aflau aproximativ 263.000 de persoane, inclusiv 240.000 de rezidenți japonezi, 10.000 de rezidenți coreeni, 2.500 de muncitori coreeni înrolați, 9.000 de soldați japonezi, 600 de muncitori chinezi înrolați și 400 de prizonieri de război aliați într-un lagăr situat la nord de oraș.

### Bombardarea orașului Nagasaki

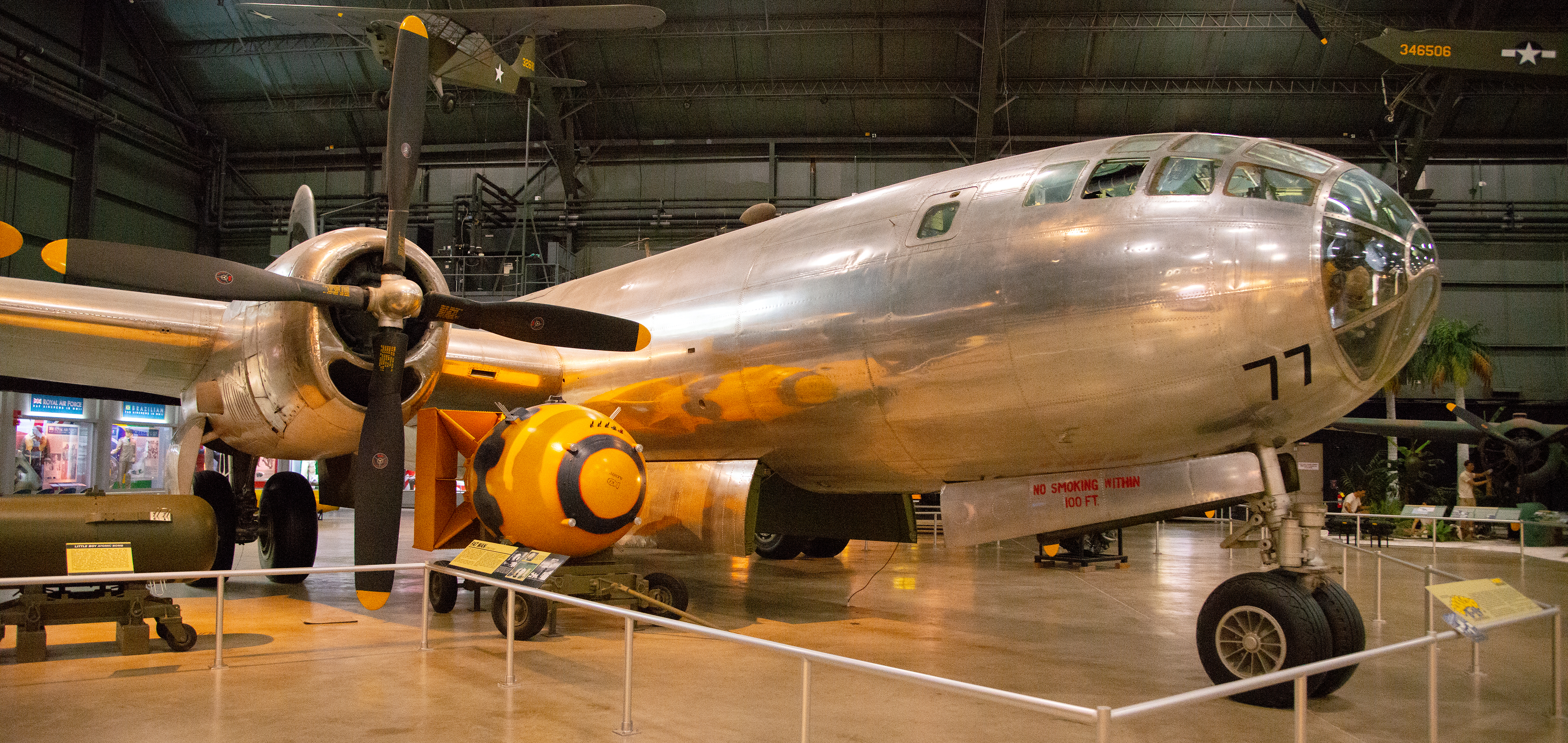
B-29 Bockscar și o armă nucleară Mk III de după război, vopsită pentru a semăna cu bomba Fat Man, la Muzeul Național al Forțelor Aeriene ale Statelor Unite, Dayton, Ohio

Potrivit unui membru al echipajului, Hiroshima a fost „misiunea perfectă”, în care totul a decurs conform planului. Însă în misiunea de la Nagasaki aproape totul a mers prost.
Responsabilitatea pentru programarea celui de-al doilea bombardament a fost delegată lui Tibbets. Programat inițial pentru 11 august, raidul a fost devansat cu două zile pentru a evita o perioadă de cinci zile de vreme nefavorabilă, prognozată să înceapă pe 10 august. Trei preasamblări ale bombei fuseseră transportate la Tinian, etichetate la exterior cu F-31, F-32 și F-33. La 8 august, a fost efectuată o repetiție generală în largul insulei Tinian de către Sweeney, folosind Bockscar ca avion de lansare. Ansamblul F-33 a fost utilizat pentru testarea componentelor, iar F-31 a fost desemnat pentru misiunea din 9 august.
| Aeronavă          | Pilot                       | Indicativ  | Rolul misiunii                                |
| ----------------- | --------------------------- | ---------- | --------------------------------------------- |
| Enola Gay         | Captain George W. Marquardt | Dimples 82 | Recunoaștere meteorologică (Kokura)           |
| Laggin' Dragon    | Captain Charles F. McKnight | Dimples 95 | Recunoaștere meteorologică (Nagasaki)         |
| Bockscar          | Major Charles W. Sweeney    | Dimples 77 | Livrare de arme                               |
| The Great Artiste | Captain Frederick C. Bock   | Dimples 89 | Instrumente de măsurare a exploziei           |
| Big Stink         | Major James I. Hopkins, Jr. | Dimples 90 | Observarea și fotografiarea grevei            |
| Full House        | Major Ralph R. Taylor       | Dimples 83 | Lovitură de rezervă – nu a finalizat misiunea |

La ora 03:47, ora Tinian (GMT+10), 02:47, ora Japoniei, în dimineața zilei de 9 august 1945, Bockscar, pilotat de echipajul lui Sweeney, a decolat de pe insula Tinian având la bord bomba Fat Man, cu orașul Kokura ca țintă principală și Nagasaki ca țintă secundară. Planul misiunii pentru al doilea atac era aproape identic cu cel de la Hiroshima, cu două B-29 zburând cu o oră înainte ca avioane de recunoaștere meteo și alte două B-29 în formația lui Sweeney pentru sprijin instrumental și fotografic al misiunii. Sweeney a decolat cu arma parțial armată, dar cu siguranțele electrice încă conectate; armarea completă a fost realizată la câteva minute după decolare.
În timpul inspecției pre-zbor a avionului Bockscar, inginerul de zbor l-a informat pe Sweeney că o pompă de transfer de combustibil defectă făcea imposibilă utilizarea a 2.400 literi (640 U.S. gal) de combustibil aflat într-un rezervor de rezervă. Acest combustibil trebuia totuși transportat până în Japonia și înapoi, consumând și mai mult combustibil. Înlocuirea pompei ar fi durat ore întregi; mutarea bombei Fat Man într-un alt avion ar fi durat la fel de mult și era periculoasă, deoarece bomba era activă. Tibbets și Sweeney au decis astfel ca Bockscar să continue misiunea, deoarece nu se așteptau să aibă nevoie de combustibilul de rezervă.

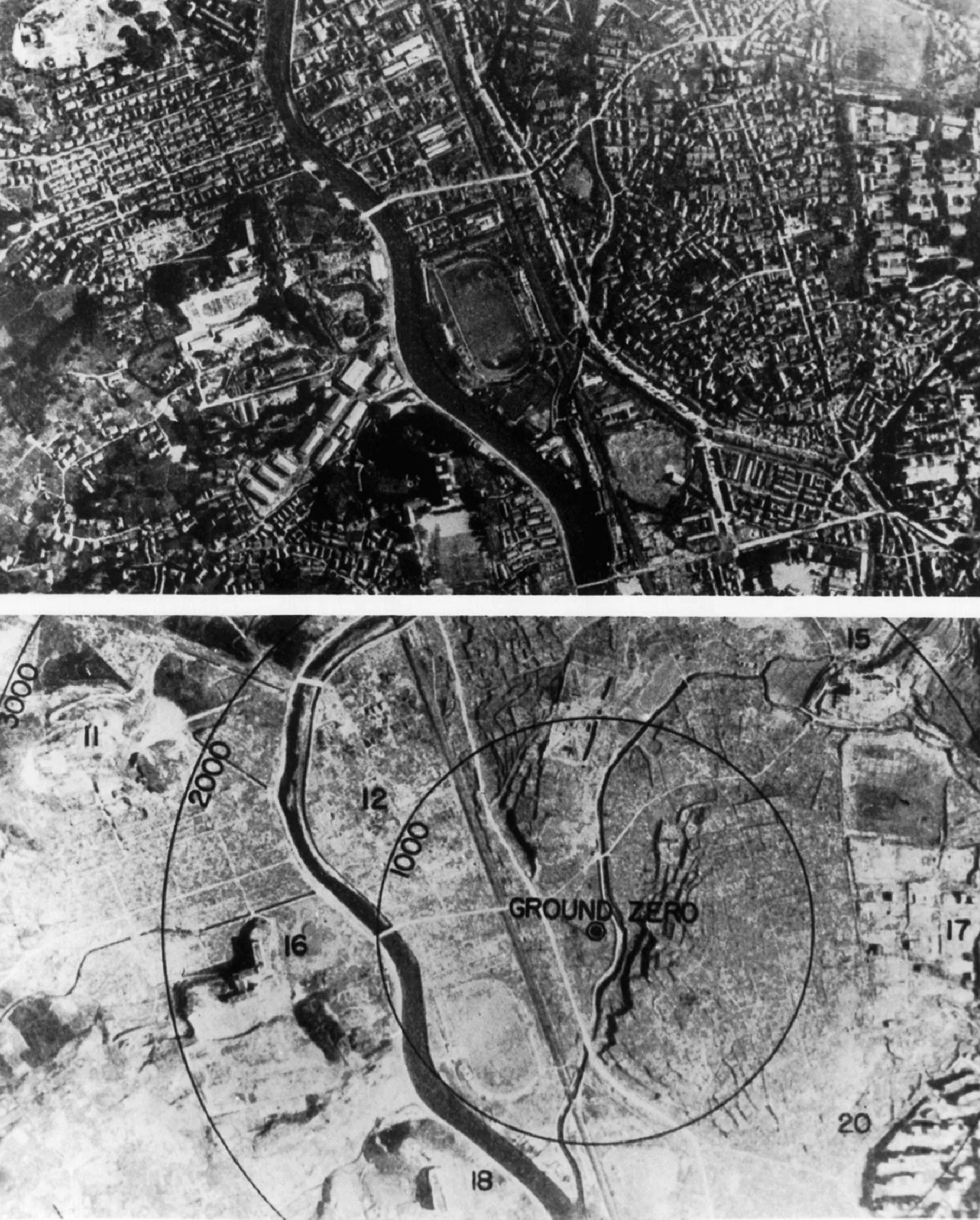
Nagasaki înainte și după bombardament, după stingerea incendiilor

De această dată, Penney și Cheshire au fost autorizați să însoțească misiunea, zburând ca observatori în al treilea avion, Big Stink, pilotat de ofițerul de operațiuni al grupului, maiorul James I. Hopkins, Jr. Observatorii de la avioanele meteo au raportat că ambele ținte erau degajate. Aeronava a întâmpinat furtuni, având la bord bomba complet armată. În mod neașteptat, un bec de avertizare de pe panoul de control al bombei s-a aprins — bec care, în mod normal, semnalizează că bomba este pe punctul de a fi lansată — făcând echipajul să creadă că detonația era iminentă, dar problema s-a dovedit a fi un întrerupător plasat greșit.
Când avionul lui Sweeney a ajuns la punctul de întâlnire al formației sale, în largul coastelor Japoniei, Big Stink nu a reușit să ajungă la timp. Potrivit lui Cheshire, Hopkins zbura la altitudini variabile, inclusiv la 2.700 meteri (9.000 ft) peste nivelul stabilit, și nu efectua cercuri strânse deasupra insulei Yakushima, așa cum fusese convenit cu Sweeney și căpitanul Frederick C. Bock, care pilota avionul de sprijin B-29 The Great Artiste. În schimb, Hopkins zbura în zigzaguri la 64-kilometer (40 mi) de punctul convenit. Deși avea ordin să nu aștepte mai mult de cincisprezece minute, Sweeney a continuat să aștepte Big Stink timp de patruzeci de minute. Înainte de a părăsi punctul de întâlnire, Sweeney a consultat cu Ashworth, care era responsabil cu bomba. În calitate de comandant al aeronavei, Sweeney a decis să continue spre ținta principală, orașul Kokura.
După ce a depășit timpul limită de plecare cu aproape o jumătate de oră, Bockscar, însoțit de The Great Artiste, s-a îndreptat spre Kokura, aflat la treizeci de minute distanță. Întârzierea la punctul de întâlnire a dus la acumularea de nori și fum provenit de la incendiile provocate de un raid major cu bombe incendiare efectuat de 224 de B-29 asupra orașului Yahata în ziua precedentă. În plus, Yahata Steel Works a ars în mod intenționat gudron de huilă pentru a produce fum negru. Norii și fumul au acoperit 70% din zona Kokura, ascunzând punctul de ochire. Trei curse de bombardament au fost efectuate în următoarele 50 de minute, consumând combustibil și expunând aeronava în mod repetat apărării grele din jurul orașului, dar bombardierul nu a putut lansa bomba vizual. Până la a treia cursă, focul antiaerian japonez devenise precis, iar sublocotenentul Jacob Beser, care monitoriza comunicațiile japoneze, a raportat activitate pe benzile radio de direcționare a avioanelor de vânătoare.
Cu combustibilul pe sfârșite din cauza întârzierilor și vremii nefavorabile, și fără acces la rezerva de combustibil din cauza pompei defecte, Bockscar și The Great Artiste s-au îndreptat spre ținta secundară, Nagasaki. Calculele privind consumul de combustibil efectuate în timpul zborului au indicat că Bockscar nu avea suficient carburant pentru a ajunge la Iwo Jima și că va fi nevoit să se îndrepte spre Okinawa, teritoriu aflat complet sub control aliat de doar șase săptămâni. Inițial, echipajul a decis ca, dacă Nagasaki era acoperit la sosire, bomba va fi dusă la Okinawa și, dacă era necesar, aruncată în ocean. Ashworth a fost de acord cu sugestia lui Sweeney de a folosi radarul pentru ochire dacă ținta era acoperită.
În jurul orei 07:50, ora Japoniei (GMT+9), a fost declanșată alarma antiaeriană la Nagasaki, dar la 08:30 a fost dat semnalul de „pericol încheiat”. La 10:53, când au fost zărite doar două bombardiere B-29 Superfortress, nu a mai fost emis niciun alt avertisment; japonezii au presupus că avioanele efectuau doar o misiune de recunoaștere.
Câteva minute mai târziu, la ora 11:00, The Great Artiste a lansat instrumente atașate la trei parașute. Aceste instrumente conțineau și o scrisoare nesemnată adresată lui Ryokichi Sagane, fizician la Universitatea din Tokyo, care studiase împreună cu trei dintre oamenii de știință responsabili pentru bomba atomică la Universitatea California, Berkeley, îndemnându-l să avertizeze publicul asupra pericolului reprezentat de aceste arme de distrugere în masă. Mesajele au fost găsite de autoritățile militare, dar nu au fost înmânate lui Sagane decât o lună mai târziu. În 1949, unul dintre autorii scrisorii, Luis Alvarez, s-a întâlnit cu Sagane și a semnat personal scrisoarea.
La ora 11:01, o deschidere de ultim moment în nori deasupra orașului Nagasaki i-a permis bombardierului lui Bockscar, căpitanul Kermit Beahan, să identifice vizual ținta, conform ordinului. Bomba Fat Man, care conținea un miez de aproximativ 5 kg (11 lb) de plutoniu, a fost lansată deasupra văii industriale a orașului. A explodat 47 de secunde mai târziu, la 11:02, la o altitudine de 503 ± 10 m (1.650 ± 33 ft), deasupra unui teren de tenis, la jumătatea distanței dintre uzinele Mitsubishi Steel and Arms din sud și Arsenalul Nagasaki din nord, la aproape 3 km (1,9 mi) nord-vest de hipocentrul planificat. Printr-o coincidență bizară, Fat Man a detonat aproape exact deasupra fabricii care produsese torpilele folosite în atacul japonez asupra Pearl Harbor. Explozia a fost limitată la Valea Urakami, iar o mare parte a orașului a fost protejată de dealurile înconjurătoare. Explozia a eliberat o energie echivalentă cu 21 ± 2 kt (87,9 ± 8,4 TJ). Big Stink a observat explozia de la o distanță de 160 kilometeri (100 mi) și a zburat în zonă pentru a o documenta.

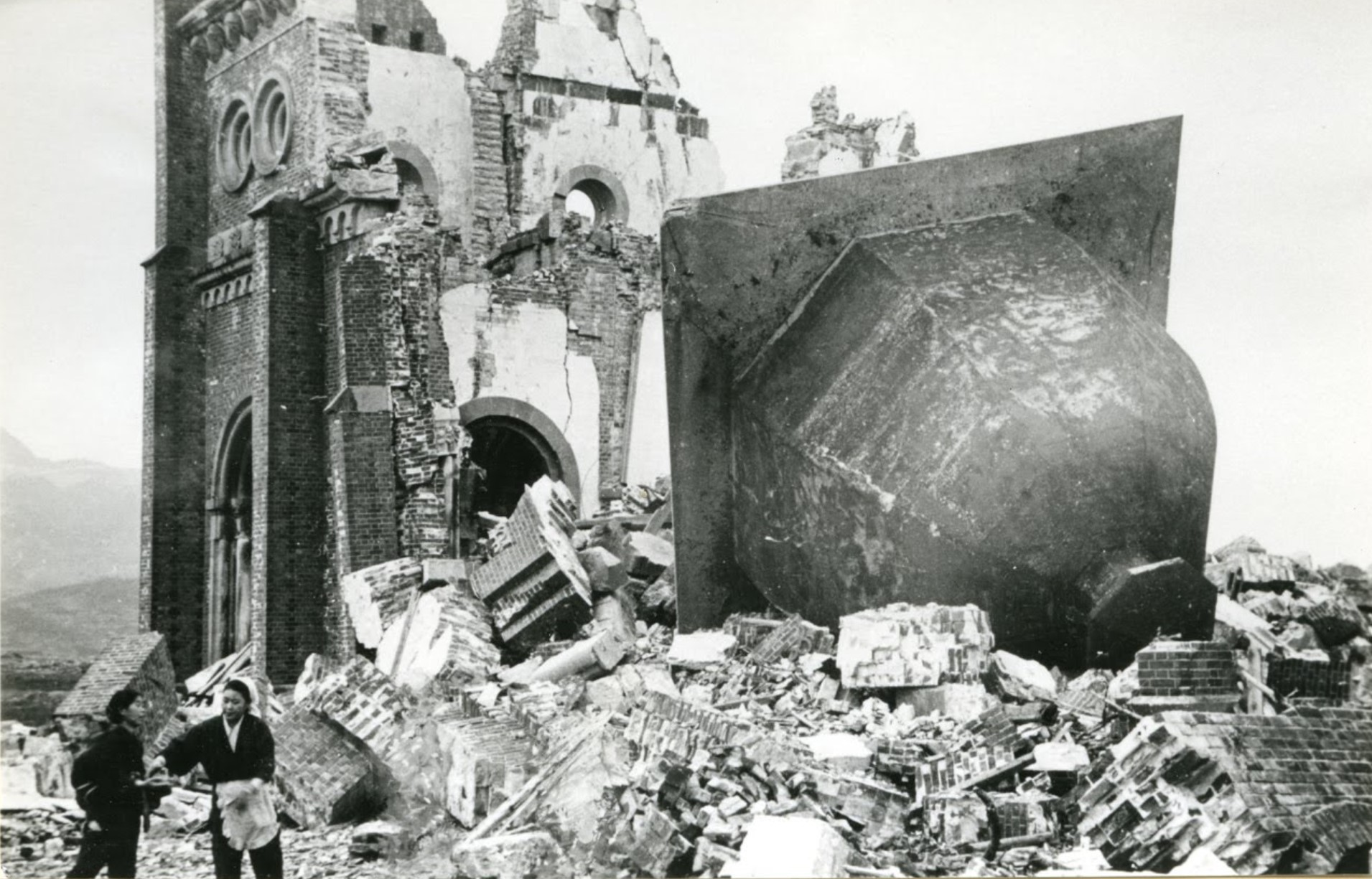
Bomba a distrus biserica romano-catolică Urakami Tenshudo

Bockscar a continuat zborul spre Okinawa, sosind neanunțat, cu suficient combustibil doar pentru o singură tentativă de aterizare. Sweeney a încercat în repetate rânduri să contacteze turnul de control pentru autorizarea aterizării, dar nu a primit niciun răspuns. A observat un trafic aerian intens pe aeroportul Yontan, unde avioanele aterizau și decolau constant. Trăgând toate semnalele luminoase de la bord pentru a semnala aterizarea de urgență, Bockscar a venit cu viteză mare, aterizând cu 230 km/h (140 mph) în loc de viteza normală de 190 kilometers per hour (120 mph). Motorul numărul doi s-a oprit din lipsă de combustibil chiar înainte de apropierea finală. Aeronava a atins pista cu trei motoare în funcțiune, la jumătatea acesteia, a sărit în aer aproximativ 7,6 meteri (25 ft), apoi s-a izbit de sol. Greul B-29 a derapat spre stânga, aproape de un șir de bombardiere B-24 parcate, până când piloții au recăpătat controlul. Elicele reversibile nu au fost suficiente pentru a încetini aeronava, iar cu ambii piloți apăsând puternic pe frâne, Bockscar a executat o întoarcere bruscă de 90 de grade la capătul pistei pentru a evita să o părăsească. Un al doilea motor s-a oprit din cauza lipsei de combustibil chiar înainte ca avionul să se oprească complet. Spre deosebire de primirea eroică de care a avut parte Enola Gay, la sosirea lui Bockscar nu era nimeni să-i întâmpine; nimeni nu știa că aveau să vină.
După misiune, a existat confuzie în privința identificării avionului. Prima relatare oculară, semnată de corespondentul de război William L. Laurence de la The New York Times, care însoțise misiunea la bordul avionului pilotat de Bock, menționa că Sweeney conducea misiunea în The Great Artiste. Laurence nota și numărul „Victor” al avionului — 77 — care aparținea în realitate lui Bockscar. Laurence discutase cu Sweeney și echipajul său și știa că aceștia își numeau avionul The Great Artiste. Cu excepția aeronavei Enola Gay, niciunul dintre B-29-urile escadrilei 393 nu avea încă numele pictate pe fuselaj, fapt remarcat chiar de Laurence în articolul său. Neștiind că avusese loc un schimb de aeronave, acesta a presupus că Victor 77 era The Great Artiste, care în realitate era Victor 89.

### Evenimente la sol
Deși bomba a fost mai puternică decât cea folosită la Hiroshima, efectele sale au fost limitate de dealuri la îngusta Valea Urakami. Dintre cei 7.500 de angajați japonezi ai uzinei Mitsubishi Munitions, inclusiv studenți și muncitori mobilizați, 6.200 au murit. În jur de 17.000–22.000 de alții care lucrau în alte fabrici și uzine din oraș au murit de asemenea.
Spre deosebire de Hiroshima, doar 150 de soldați japonezi au fost uciși instantaneu la Nagasaki, inclusiv 36 din Regimentul 134 AAA al Diviziei 4 AAA. Cel puțin opt prizonieri de război aliați au murit - caporalul Royal Air Force britanic Ronald Shaw și șapte prizonieri de război olandezi - iar până la treisprezece ar fi putut muri.
Raza de distrugere totală a fost de aproximativ 1,6 km (1 mi), urmată de incendiile din partea nordică a orașului până la 3,2 km (2 mi) sud de bombă.
Ca și în Hiroshima, bombardamentul a afectat grav facilitățile medicale ale orașului. Un spital improvizat a fost înființat la Școala Primară Shinkozen, care a servit drept centru medical principal. Doctorul Takashi Nagai, grav rănit, și restul personalului medical supraviețuitor au tratat victimele bombardamentului.
Explozia bombei atomice a generat o furtună care a transportat cenușă, praf și resturi peste lanțurile montane din jurul Nagasaki. Aproximativ 20 de minute după bombardament, a început să cadă o ploaie neagră cu consistență de noroi sau ulei. Ploaia a transportat material radioactiv și a continuat timp de una până la două ore.

## Planuri pentru noi atacuri atomice asupra Japoniei

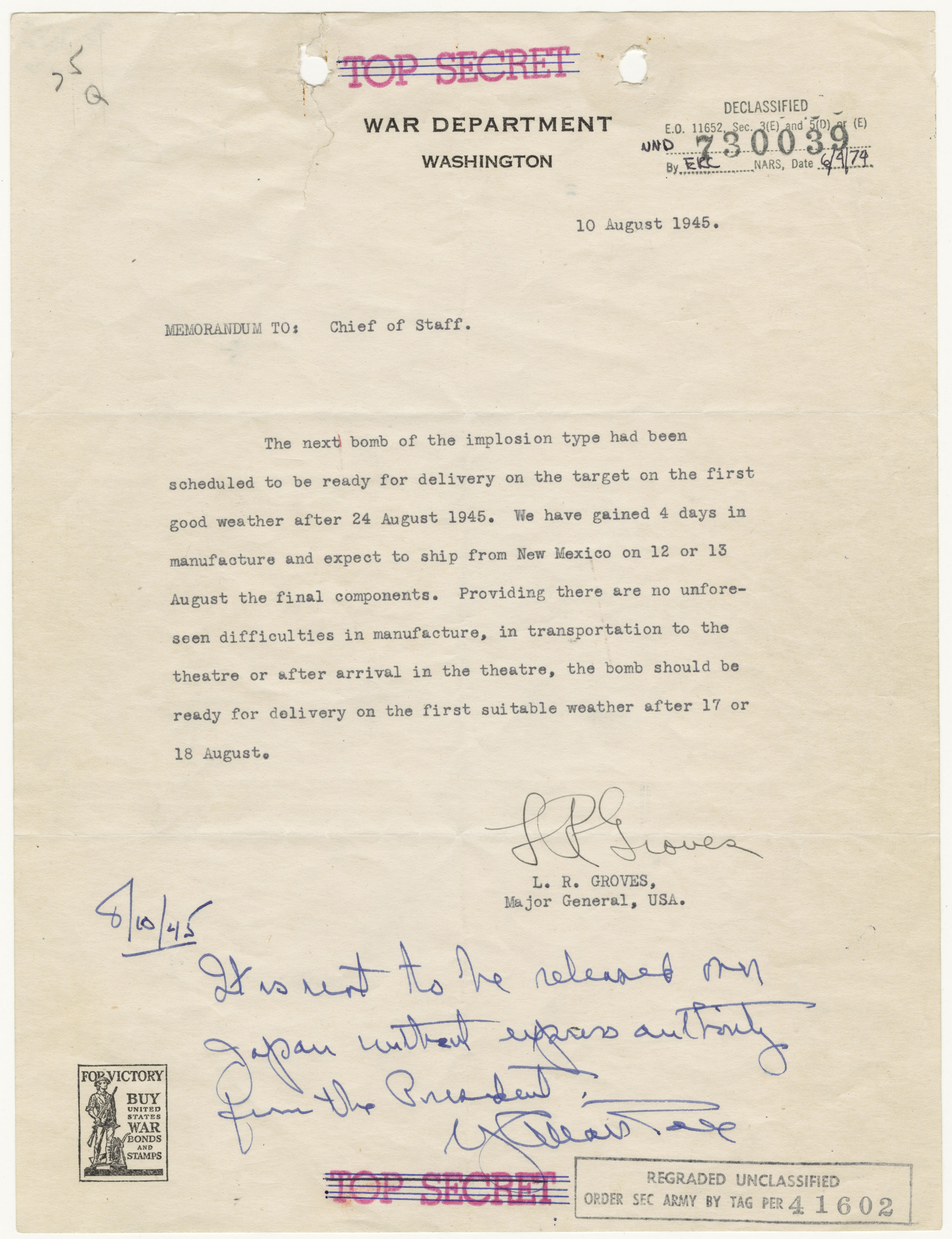
Memorandum de la Leslie Groves către George C. Marshall privind a treia bombă, cu mențiunea scrisă de mână de Marshall că bomba nu trebuie utilizată fără instrucțiuni exprese din partea președintelui

Existau planuri pentru atacuri suplimentare asupra Japoniei după Hiroshima și Nagasaki. Groves se aștepta să aibă o altă bombă atomică de tip „Fat Man” gata de utilizare până la 19 august, cu încă trei în septembrie și încă trei în octombrie. O a doua bombă de tip Little Boy (folosind U-235) nu ar fi fost disponibilă înainte de luna decembrie a anului 1945. La data de 10 august, Groves i-a trimis un memorandum lui Marshall, în care scria că „următoarea bombă [...] ar trebui să fie gata de lansare la prima fereastră meteo favorabilă după 17 sau 18 august.” Pe acel document se află astăzi o notă scrisă de mână de Marshall: „Nu va fi lansată asupra Japoniei fără autorizare expresă din partea președintelui.”
La ședința de guvern din acea dimineață, Truman a discutat aceste acțiuni. James Forrestal l-a parafrazat pe Truman spunând: „vor mai urma lansări ale bombei atomice”, în timp ce Henry A. Wallace a notat în jurnalul său că: „Truman a spus că a dat ordin să se oprească bombardamentele atomice. A spus că ideea de a mai șterge de pe fața pământului încă 100.000 de oameni era prea îngrozitoare. Nu-i plăcea ideea de a ucide, cum a spus el, ‘toți acei copii.’” Ordinul anterior, conform căruia orașele-țintă urmau să fie atacate cu bombe atomice „pe măsură ce sunt pregătite”, a fost astfel modificat. Deja existau discuții în cadrul Departamentului de Război privind păstrarea bombelor aflate în producție pentru Operațiunea Downfall, iar Marshall i-a sugerat lui Stimson ca orașele rămase pe lista de ținte să fie cruțate de atacuri atomice.
Încă două ansambluri Fat Man au fost pregătite și programate să plece de la Kirtland Field spre Tinian pe 11 și 14 august, iar lui Tibbets i s-a ordonat de către LeMay să se întoarcă în Albuquerque, New Mexico, pentru a le prelua. La Los Alamos, tehnicienii au lucrat non-stop pentru a turna  un nou miez de plutoniu („miezul demon”). Deși fusese turnat, acesta trebuia în continuare presat și acoperit, proces care ar fi durat până la 16 august. Prin urmare, ar fi putut fi gata pentru utilizare până la 19 august. Neputând lua legătura cu Marshall, Groves a ordonat, din proprie inițiativă, la 13 august, ca miezul să nu fie expediat.

## Capitualarea Japoniei și ocupația ulterioară
Până la data de 9 august, consiliul de război al Japoniei insista încă asupra celor patru condiții ale sale pentru capitulare. Întregul cabinet s-a întrunit la ora 14:30 în ziua de 9 august și a petrecut cea mai mare parte a zilei dezbătând problema capitulării. Anami a recunoscut că victoria era puțin probabilă, dar a pledat pentru continuarea războiului. Ședința s-a încheiat la ora 17:30, fără a se ajunge la o decizie. Suzuki a mers la palat pentru a raporta rezultatul ședinței, unde s-a întâlnit cu Kōichi Kido, Păstrătorul Sigiliului Imperial al Japoniei. Kido i-a comunicat că împăratul a fost de acord să convoace o conferință imperială și i-a sugerat puternic că împăratul va consimți la capitulare cu condiția ca kokutai să fie păstrat. O a doua ședință a cabinetului a fost convocată la ora 18:00. Doar patru miniștri au susținut poziția lui Anami privind menținerea celor patru condiții, dar cum deciziile cabinetului trebuiau să fie unanime, nu s-a ajuns la nicio concluzie până la încheierea ședinței, la ora 22:00.
Convocarea unei conferințe imperiale necesita semnăturile prim-ministrului și ale celor doi șefi ai serviciilor armate, dar Secretarul șef al cabinetului Hisatsune Sakomizu obținuse deja semnăturile lui Toyoda și ale generalului Yoshijirō Umezu în avans și a încălcat promisiunea de a-i informa dacă urma să fie convocată o întâlnire. Ședința a început la ora 23:50. Până la ora 02:00 pe 10 august nu se ajunsese la un consens, dar împăratul a dat „decizia sacră”, autorizându-l pe Ministrul Afacerilor Externe al Japoniei, Shigenori Tōgō, să notifice Aliații că Japonia va accepta termenii lor cu o singură condiție: ca declarația „să nu conțină nicio cerință care să prejudicieze prerogativele Majestății Sale ca suveran.”
Pe data de 12 august, împăratul și-a informat familia imperială cu privire la decizia sa de a capitula. Unul dintre unchii săi, Prințul Yasuhiko Asaka, a întrebat dacă războiul va continua în cazul în care kokutai nu poate fi păstrat. Hirohito a răspuns simplu: „Bineînțeles.” Deoarece termenii Aliaților păreau să lase intact principiul menținerii Tronului, Hirohito a înregistrat la 14 august anunțul capitulării, care a fost difuzat națiunii japoneze a doua zi, în ciuda unei tentative de lovitură de stat militară din partea militarilor care se opuneau capitulării.
În al cincilea paragraf al declarației sale, Hirohito menționează doar durata conflictului și nu menționează explicit sovieticii ca factor al capitulării:
Dar acum războiul durează de aproape patru ani. În ciuda eforturilor tuturor – luptele vitejești ale forțelor militare și navale, sârguința și dăruirea slujbașilor noștri ai statului și serviciul devotat al celor o sută de milioane de supuși ai noștri – situația războiului nu s-a dezvoltat în mod favorabil Japoniei, în timp ce tendințele generale ale lumii s-au întors împotriva intereselor noastre.
Al șaselea paragraf îl vede pe Hirohito menționând în mod specific folosirea armelor nucleare, din perspectiva distrugerii fără precedent pe care au provocat-o:
Mai mult, inamicul a început să folosească o bombă nouă și extrem de crudă, a cărei putere distructivă este, într-adevăr, incalculabilă, luând viața multor oameni nevinovați. Dacă am continua să luptăm, nu doar că ar rezulta în colapsul și distrugerea finală a națiunii japoneze, dar ar duce și la dispariția completă a civilizației umane.
Al șaptelea paragraf oferă motivul pentru oprirea ostilităților împotriva Aliaților:
Așa stând lucrurile, cum am putea salva milioanele de supuși ai noștri sau cum am putea să ne ispășim înaintea spiritelor sfinte ale strămoșilor noștri imperiali? Acesta este motivul pentru care am ordonat acceptarea prevederilor declarației comune a puterilor.
În „Rescriptul către soldați și marinari” transmis pe 17 august, Hirohito nu a menționat bombele atomice sau posibila extincție a umanității, ci a descris în schimb declarația de război a Uniunii Sovietice ca fiind „un pericol pentru însăși fundația existenței Imperiului.”
La trei săptămâni după bombardamente, Tibbets a decis să viziteze Hiroshima împreună cu o parte din echipa sa, dar a aterizat la Nagasaki, întrucât aerodromul din Hiroshima era inutilizabil. Au ajuns înaintea oricăror trupe americane și au pătruns în oraș, pe care l-au găsit neliniștitor de pustiu. Au fost uimiți de amploarea distrugerii cauzate de o singură bombă.

## Relatări
Pe data de 10 august 1945, la o zi după bombardamentul de la Nagasaki, fotograful militar Yōsuke Yamahata, corespondentul Higashi și artistul Yamada au ajuns în oraș cu instrucțiuni de a documenta distrugerile în scopuri de propagandă. Yamahata a realizat zeci de fotografii, iar pe 21 august, acestea au fost publicate în Mainichi Shimbun, un cotidian popular japonez. După capitularea Japoniei și sosirea forțelor americane, copiile fotografiilor au fost confiscate în cadrul cenzurii instaurate, dar unele înregistrări au supraviețuit.
Leslie Nakashima, fost jurnalist al agenției United Press (UP), a trimis prima relatare personală de la fața locului publicată în ziarele americane. El a observat că un număr mare de supraviețuitori continuau să moară din cauza a ceea ce mai târziu avea să fie recunoscut drept otrăvire cu radiații. La 31 august, The New York Times a publicat o versiune abreviată a articolului UP din data de 27 august. Aproape toate referirile la otrăvirea cu uraniu au fost omise. A fost adăugat un comentariu editorial potrivit căruia, conform oamenilor de știință americani, „bomba atomică nu va avea efecte de lungă durată”.

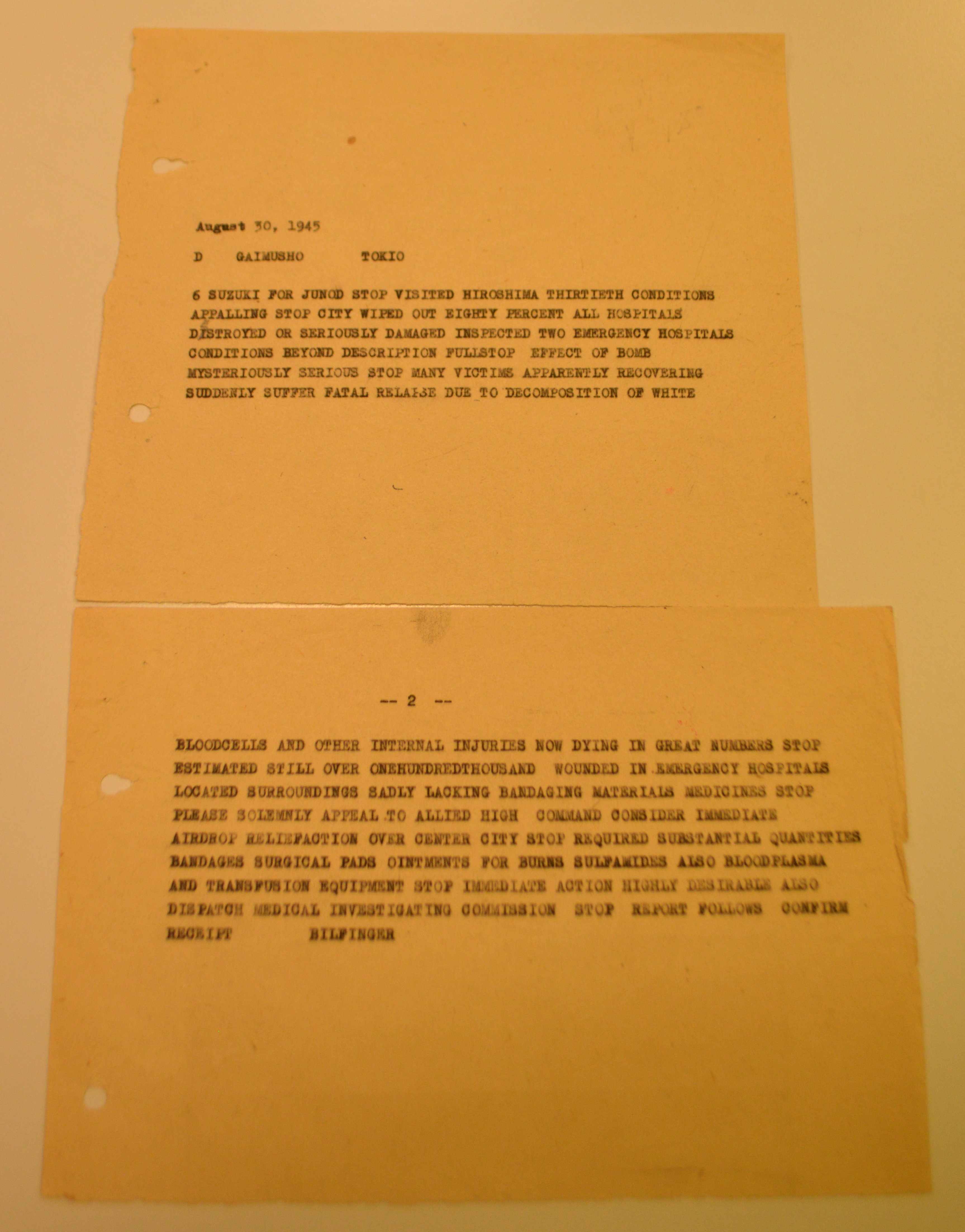
Telegramă trimisă de Fritz Bilfinger, delegat al Comitetului Internațional al Crucii Roșii (CICR), la 30 august 1945 din Hiroshima

Wilfred Burchett a fost de asemenea unul dintre primii jurnaliști occidentali care au vizitat Hiroshima după bombardament. A ajuns singur cu trenul din Tokyo pe 2 septembrie, sfidând interdicția de călătorie impusă corespondenților occidentali. Relatarea sa, „Ciuma atomică”, a fost publicată în ziarul londonez Daily Express pe data de 5 septembrie 1945. Relatările lui Nakashima și Burchett au informat pentru prima dată publicul despre efectele groaznice ale radiației și căderii nucleare – arsuri radioactive și otrăvire cu radiații, ce durau uneori peste treizeci de zile după explozie. Burchett a remarcat în special că oamenii mureau „în mod oribil” după ce sângerau din orificii, iar carnea li se dezintegra în jurul locurilor unde li se injectase vitamina A, fără efect.
The New York Times pare că și-a schimbat ulterior poziția și a publicat pe prima pagină un articol al lui Bill Lawrence care confirma existența unei afecțiuni terifiante în Hiroshima, unde mulți prezentau simptome precum căderea părului și vărsături cu sânge înainte de a muri. Lawrence a obținut acces în oraș în cadrul unei deplasări de presă organizate de U.S. Army Air Force. Unii reporteri au fost îngroziți de ceea ce au văzut, descriind scena drept un „laborator al morții” presărat cu „cobai umani”. Generalul MacArthur a considerat că articolele au trecut de la PR pozitiv la PR negativ și a amenințat cu curtea marțială întreaga echipă. A retras acreditarea lui Burchett și l-a expulzat din zonele de ocupație. Autoritățile l-au acuzat, de asemenea, că ar fi fost influențat de propaganda japoneză și au suprimat o altă relatare, despre bombardamentul de la Nagasaki, scrisă de George Weller de la Chicago Daily News. La mai puțin de o săptămână de la publicarea articolului său din New York Times, Lawrence s-a răzgândit și a respins relatările despre boala de radiație ca fiind încercări japoneze de a submina moralul american.
Locotenentul Daniel A. McGovern, membru al United States Strategic Bombing Survey, a ajuns în septembrie 1945 pentru a documenta efectele bombardamentelor din Japonia. El a condus o echipă de filmare care a surprins efectele bombardamentelor la începutul lui 1946. Aceștia au înregistrat 27.000 m (90.000 ft) de peliculă, rezultând un documentar de trei ore intitulat The Effects of the Atomic Bombs Against Hiroshima and Nagasaki. Documentarul includea imagini din spitale, clădiri și mașini arse, și rânduri de cranii și oase pe sol. A fost clasificat drept „secret” pentru următorii 22 de ani. Compania cinematografică Nippon Eigasha a început să trimită cameramani în Nagasaki și Hiroshima în septembrie 1945. La 24 octombrie 1945, un polițist militar american a oprit un cameraman Nippon Eigasha care filma în Nagasaki. Toate rolele Nippon Eigasha au fost confiscate de autoritățile americane, dar au fost solicitate de guvernul japonez și declasificate. Difuzarea publică a filmărilor și o parte a cercetărilor privind efectele bombardamentului au fost restricționate în perioada ocupației Japoniei, însă revista Chugoku Bunka din Hiroshima, în primul ei număr din 10 martie 1946, s-a dedicat detaliilor privind distrugerile provocate de bombardament.
Cartea Hiroshima, scrisă de câștigătorul Premiului Pulitzer John Hersey și publicată inițial sub formă de articol în revista The New Yorker, ar fi ajuns la Tokyo în limba engleză până în ianuarie 1947, iar versiunea tradusă a apărut în Japonia în 1949. Aceasta relata poveștile a șase supraviețuitori ai bombei, de dinainte și din lunile ce au urmat exploziei bombei Little Boy. Începând din 1974, o colecție de desene și lucrări realizate de supraviețuitori a fost compilată, finalizată în 1977 și publicată atât sub formă de carte, cât și ca expoziție, sub titlul The Unforgettable Fire.
Bombardamentul a uimit pe Otto Hahn și alți oameni de știință germani implicați în proiectul nuclear, care erau deținuți de britanici la Farm Hall în cadrul Operațiunii Epsilon. Hahn a declarat că nu credea că o armă atomică „va fi posibilă încă douăzeci de ani”; Werner Heisenberg nu a crezut știrea inițial. Carl Friedrich von Weizsäcker a spus „Mi se pare îngrozitor din partea americanilor că au făcut asta. Mi se pare o nebunie din partea lor”, dar Heisenberg a răspuns: „Se poate spune la fel de bine că e cel mai rapid mod de a pune capăt războiului”. Hahn a fost recunoscător că proiectul german nu a reușit să dezvolte „o armă atât de inumană”; Karl Wirtz a observat că, chiar dacă ar fi reușit, „am fi șters Londra de pe fața pământului, dar tot n-am fi cucerit lumea, și apoi ar fi aruncat-o pe noi”.
Hahn le-a spus celorlalți: „Odată am vrut să propun ca tot uraniul să fie scufundat pe fundul oceanului”. Vaticanul a fost de acord; L'Osservatore Romano și-a exprimat regretul că inventatorii bombei nu au distrus arma pentru binele umanității. Pr. Cuthbert Thicknesse, decan de St Albans, a interzis folosirea Abației St Albans pentru o slujbă de mulțumire pentru încheierea războiului, calificând utilizarea armelor atomice drept „un act de masacru în masă, nediscriminatoriu”.
Știrea bombardamentului atomic a fost primită mai favorabil în SUA; un sondaj publicat în revista Fortune la sfârșitul lui 1945 arăta că o minoritate semnificativă de americani (23%) își dorea ca mai multe bombe atomice să fi fost lansate asupra Japoniei. Reacția inițială pozitivă a fost susținută de imaginile prezentate publicului (în special cele cu norul în formă de ciupercă); în acel moment, în SUA nu era obișnuită publicarea de imagini grafice cu morți.

## Victimele de după atacuri
Se estimează că între 90.000 și 166.000 de persoane din Hiroshima (între 26% și 49% din populație) și între 60.000 și 80.000 de persoane din Nagasaki (între 22% și 32% din populație) au murit în anul 1945, majoritatea fiind ucise în zilele bombardamentelor, din cauza forței și căldurii exploziilor. Aproape toți ceilalți au murit în următoarele două până la patru luni, din cauza expunerii la radiații și a complicațiilor rezultate.
Un raport al Atomic Bomb Casualty Commission (ABCC) analizează 6.882 de persoane examinate în Hiroshima și 6.621 în Nagasaki, care se aflau în mare parte la mai puțin de 2.000 meteri (6.600 ft) de hipocentrul exploziei, care au suferit răni din cauza undei de șoc și a căldurii, dar au murit din cauza complicațiilor, agravate frecvent de sindromul acut de radiații (ARS), toate în decurs de aproximativ 20–30 de zile. Multe persoane care nu au fost rănite direct de explozie au murit totuși în acel interval de timp, după ce au suferit de ARS. La acel moment, medicii nu cunoșteau cauza exactă și nu puteau trata eficient afecțiunea. Midori Naka a fost primul deces certificat oficial ca fiind cauzat de iradiere, cunoscută de mulți sub numele de „boala bombei atomice”. Se afla la aproximativ 650 meteri (2.130 ft) de hipocentru în Hiroshima și a murit pe data de 24 august 1945, după ce călătorise la Tokyo. Nu era cunoscut pe atunci, dar doza medie de radiație care ar ucide aproximativ 50% dintre adulți (așa-numitul LD50) era practic înjumătățită; adică doze mai mici deveneau letale atunci când persoana suferea simultan leziuni provocate de explozie sau arsuri (traume multiple). Leziunile cutanate convenționale pe suprafețe mari conduc frecvent la infecții bacteriene; riscul de septicemie și deces crește atunci când o doză de radiație, în mod normal non-letală, suprimă moderat numărul de globule albe.
În primăvara anului 1948, ABCC a fost înființată conform unei directive prezidențiale a lui Truman către Academia Națională de Științe – National Research Council, pentru a investiga efectele tardive ale radiației asupra supraviețuitorilor din Hiroshima și Nagasaki. În 1956, ABCC a publicat raportul intitulat The Effect of Exposure to the Atomic Bombs on Pregnancy Termination in Hiroshima and Nagasaki. ABCC a devenit Fundația pentru Cercetarea Efectelor Radiațiilor (RERF) la data de 1 aprilie 1975. Organizație binacională condusă atât de Statele Unite, cât și de Japonia, RERF este încă activă în prezent.

### Creșterea incidenței cancerului
Cancerele nu apar imediat după expunerea la radiații; în schimb, cancerul indus de radiații are o perioadă de latență minimă de aproximativ cinci ani sau mai mult, iar leucemia de aproximativ doi ani sau mai mult, atingând un vârf în jurul a șase până la opt ani mai târziu. Jarrett Foley a publicat primele rapoarte majore despre creșterea semnificativă a incidenței celei din urmă printre supraviețuitori. Aproape toate cazurile de leucemie în următorii 50 de ani s-au înregistrat la persoane expuse la mai mult de 1Gy. Într-o manieră strict dependentă de distanța față de hipocentru, în studiul Life Span Study din anul 1987, realizat de Fundația pentru Studierea Efectelor Radiațiilor, a fost observat un excedent statistic de 507 cazuri de cancer, cu letalitate nedeclarată, în rândul a 79.972 de hibakusha care erau încă în viață între anii 1958 și 1987 și care au participat la studiu. Pe măsură ce studiul epidemiologic continuă, RERF estimează că, între 1950 și 2000, 46% dintre decesele prin leucemie — care ar putea include și cazul Sadako Sasaki — și 11% dintre cancerele solide de letalitate nedeclarată au fost probabil cauzate de radiațiile bombelor sau de alte efecte post-atac asupra orașelor, excedentul statistic fiind de 200 de decese prin leucemie și 1.700 de cazuri de cancere solide cu letalitate nedeclarată. Ambele statistici sunt derivate din observațiile asupra aproximativ jumătate din totalul supraviețuitorilor, respectiv cei care au participat la studiu. O meta-analiză din 2016 a concluzionat că expunerea la radiații crește riscul de cancer, dar și că durata medie de viață a supraviețuitorilor a fost redusă cu doar câteva luni comparativ cu cei neexpuși la radiații.

### Investigații privind defectele congenitale
În perioada preimplantațională, adică în primele una până la zece zile după concepție, expunerea intrauterină la radiații de „cel puțin 0,2 Gy” poate cauza complicații ale implantării și moartea embrionului uman. Numărul de avorturi spontane cauzate de radiațiile bombardamentelor, în această perioadă radiosensibilă, nu este cunoscut.
Unul dintre primele studii realizate de ABCC a vizat rezultatele sarcinilor din Hiroshima și Nagasaki, comparate cu un oraș de control — Kure, situat la 29 km (18 mi) sud de Hiroshima — pentru a investiga condițiile și rezultatele legate de expunerea la radiații. James V. Neel a condus studiul care a constatat că numărul total de malformații congenitale nu a fost semnificativ mai mare în rândul copiilor supraviețuitoarelor care erau însărcinate la momentul bombardamentelor. De asemenea, el a studiat longevitatea copiilor supraviețuitori ai bombardamentelor din Hiroshima și Nagasaki, raportând că între 90 și 95% dintre aceștia erau încă în viață după 50 de ani.
Deși Academia Națională de Științe a ridicat posibilitatea ca procedura lui Neel să nu fi exclus populația din Kure care ar fi putut fi expusă radiațiilor — ceea ce ar putea introduce un factor de eroare în rezultate —, în ansamblu, nu s-a înregistrat o creștere semnificativă statistic a malformațiilor congenitale imediat după bombardamentele din Nagasaki și Hiroshima, atunci când orașele au fost luate ca întreg, în funcție de distanța față de hipocentru. Totuși, Neel și alți cercetători au observat că, în cazul a aproximativ 50 de persoane aflate într-un stadiu gestațional timpuriu în momentul exploziei și aflate la o distanță de aproximativ 1 kilometer (0,62 mi) de hipocentru, s-a înregistrat o creștere a cazurilor de microencefalie și anencefalie la naștere, incidența acestor două malformații fiind de aproape trei ori mai mare decât cea așteptată, comparativ cu grupul de control din Kure.
În anul 1985, geneticianul Universității Johns Hopkins James F. Crow a analizat cercetările lui Neel și a confirmat că numărul malformațiilor congenitale nu a fost semnificativ mai mare în Hiroshima și Nagasaki. Mulți membri ai ABCC și ai succesorului său, Fundația pentru Studierea Efectelor Radiațiilor (RERF), au continuat să caute decenii întregi eventuale defecte congenitale printre supraviețuitori, dar nu au găsit dovezi că acestea ar fi fost semnificativ frecvente sau că ar fi fost transmise genetic copiilor supraviețuitorilor.

### Investigații privind dezvoltarea creierului
În ciuda dimensiunii reduse a eșantionului — 1.600 până la 1.800 de persoane care s-au prezentat ca fiind expuse prenatal în momentul bombardamentelor, aflate în apropierea celor două hipocentre, care au supraviețuit absorbției unei doze substanțiale de radiații în uter și apoi mediului subnutrit de după atac — datele din acest cohort sprijină ideea unui risc crescut de retard mintal sever (SMR), observat la aproximativ 30 de indivizi, SMR fiind un rezultat comun al microencefaliei menționate anterior. Deși lipsa datelor statistice, cu doar 30 de persoane din 1.800, împiedică stabilirea clară a unui punct de prag, datele colectate sugerează un prag de doză intrauterină sau fetală pentru SMR, în perioada cea mai radiosensibilă a dezvoltării cognitive, când există cel mai mare număr de celule nervoase nediferențiate (8–15 săptămâni după concepție), începând de la o doză prag de aproximativ „0,09” până la „0,15” Gy, riscul crescând liniar până la o rată de 43% de SMR în cazul expunerii la o doză fetală de 1 Gy în oricare dintre aceste săptămâni de neurogeneză rapidă.
Pe de altă parte, în afara acestei vârste radiosensibile, niciunul dintre cei expuși prenatal la bombardamente la o vârstă mai mică de 8 săptămâni — adică înainte de sinaptogeneză — sau la o vârstă gestațională mai mare de 26 de săptămâni „nu a fost observat cu retard mintal”, ceea ce indică faptul că afecțiunea este izolată doar la cei cu vârsta între 8 și 26 de săptămâni și care au absorbit mai mult de aproximativ „0,09” până la „0,15” Gy de energie de radiație promptă.
Examinarea celor expuși prenatal în ceea ce privește performanța IQ și evidențele școlare a determinat începutul unei reduceri statistic semnificative în ambele, atunci când au fost expuși la doze mai mari de 0,1 până la 0,5 gray, în aceeași perioadă gestațională de 8–25 săptămâni. În afara acestei perioade, sub 8 săptămâni și peste 26 după concepție, „nu există dovezi ale unui efect legat de radiații asupra performanței școlare”.
Raportarea dozelor în termeni de energie absorbită în unități de gray și rad – mai degrabă decât în sieverti biologic relevanți – atât în datele privind SMR, cât și în cele privind performanța cognitivă, este tipică. Variația pragului de doză raportat între cele două orașe este sugerată ca o manifestare a diferenței dintre absorbția razelor X și a neutronilor, întrucât Little Boy a emis semnificativ mai mult flux de neutroni, în timp ce Baratolul care înconjura miezul bombei Fat Man a filtrat sau a modificat profilul radiației cu neutroni absorbite, astfel încât doza de energie de radiație primită în Nagasaki a fost în mare parte din expunerea la raze X/radiatii gamma. În contrast, în apropierea hipocentrului din Hiroshima, în raza de 1.500 de metri, doza în uter a depins mai mult de absorbția neutronilor, care au un efect biologic mai mare per unitate de energie absorbită. Din lucrările de reconstrucție a dozei de radiație, dozimetria estimată pentru Hiroshima prezintă în continuare cea mai mare incertitudine, deoarece bomba Little Boy nu a fost niciodată testată înainte sau după utilizare; în consecință, estimarea profilului de radiații absorbit de indivizi la Hiroshima s-a bazat mai mult pe calcule decât pe măsurătorile japoneze ale solului, betonului și țiglelor de acoperiș, care au început să atingă niveluri precise și să informeze cercetătorii abia în anii 1990.
Multe alte investigații privind rezultatele cognitive, cum ar fi schizofrenia ca rezultat al expunerii prenatale, au fost realizate, dar „nu a fost observată nicio relație liniară semnificativă statistic”. Există totuși o sugestie că, în cazul celor extrem de expuși — cei care au supraviețuit în apropierea unui kilometru de hipocentre — se manifestă o tendință similară cu cea observată în SMR, deși dimensiunea eșantionului este prea mică pentru a permite concluzii semnificative.

## Hibakusha

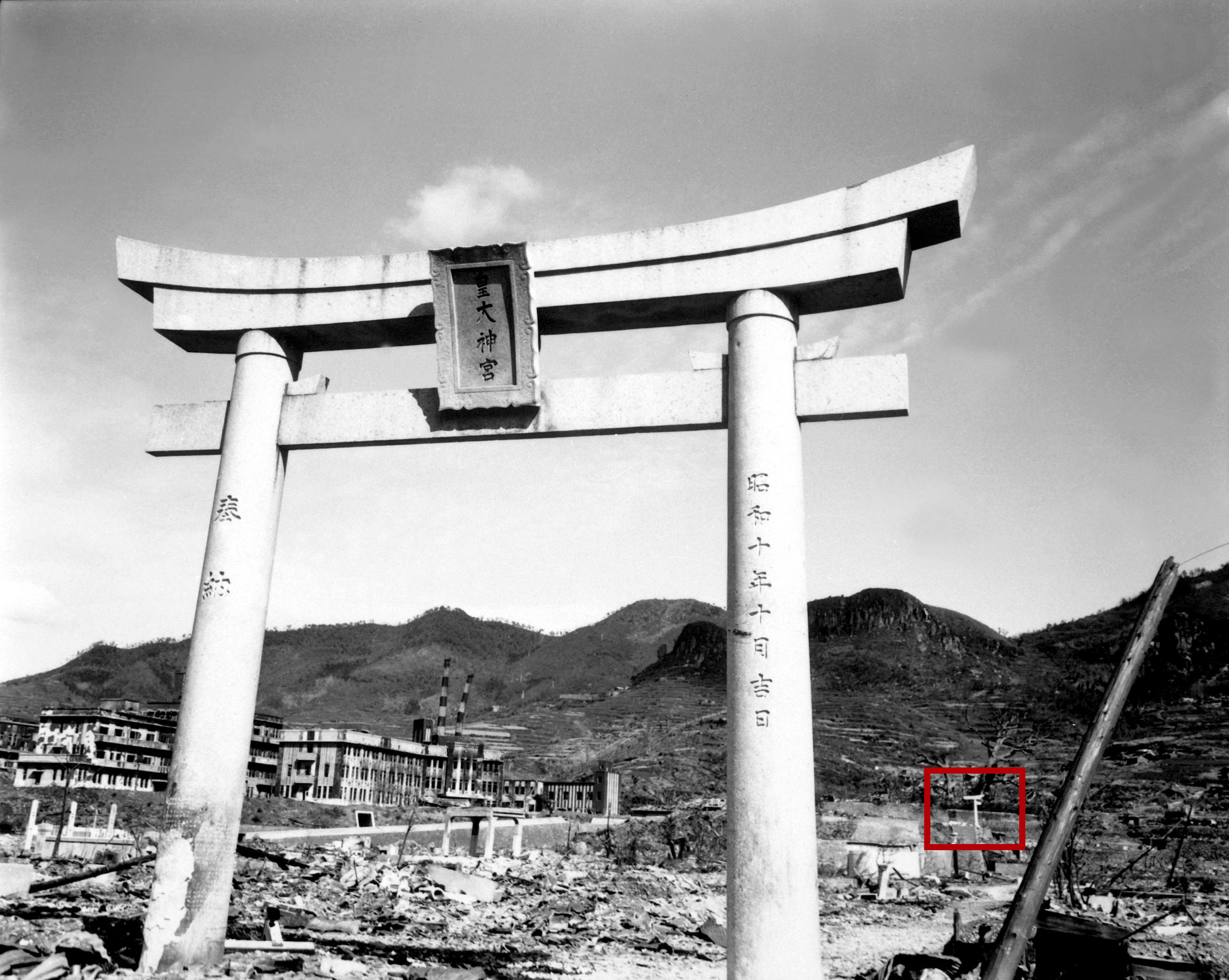
Torii, Nagasaki, Japonia. Torii cu un singur picior, în fundal

Supraviețuitorii bombardamentelor sunt numiți hibakusha (被爆者? pronunțat [çibaꜜkɯ̥ɕa] sau [çibakɯ̥ꜜɕa]), un cuvânt japonez care se traduce prin „persoane afectate de explozie”. Guvernul japonez a recunoscut aproximativ 650.000 de persoane ca fiind hibakusha. 106.825 de persoane erau încă în viață, majoritatea în Japonia. Guvernul Japoniei recunoaște că aproximativ un procent dintre aceștia suferă de boli cauzate de radiații. Memorialele din Hiroshima și Nagasaki conțin listele cu numele hibakusha cunoscuți că au murit de la momentul bombardamentelor. Actualizate anual cu ocazia aniversărilor, latină august 2024, memorialele înregistrează numele a peste 540.000 de hibakusha: 344.306 în Hiroshima și 198.785 în Nagasaki.
Dacă își dezvăluie trecutul, hibakusha și copiii acestora au fost (și continuă să fie) victime ale discriminării și excluziunii bazate pe frică, în ceea ce privește căsătoria sau locul de muncă din cauza necunoașterii publice; o mare parte a populației încă persistă în credința că hibakusha poartă o boală ereditară sau chiar contagioasă. Acest lucru este în ciuda faptului că nu a fost identificată nicio creștere demonstrabilă statistic a malformațiilor congenitale/defectelor de naștere la copiii concepuți ulterior de supraviețuitorii armelor nucleare utilizate la Hiroshima și Nagasaki, și nici la copiii concepuți ulterior de supraviețuitori ai cancerului care au fost anterior supuși radioterapiei.
Femeile supraviețuitoare din Hiroshima și Nagasaki, care au putut concepe și care au fost expuse la doze substanțiale de radiație, au avut copii cu o incidență a anomaliilor/defectelor congenitale care nu a fost mai mare decât media observată la nivel național în Japonia.
Un studiu privind efectele psihologice pe termen lung ale bombardamentelor asupra supraviețuitorilor a constatat că, chiar și la 17–20 de ani după bombardamente, aceștia prezentau o prevalență mai mare a simptomelor de anxietate și somatizare.

### Supraviețuitori dubli
Poate că până la 200 de persoane din Hiroshima au căutat refugiu în Nagasaki. Documentarul din anul 2006, Twice Survived: The Doubly Atomic Bombed of Hiroshima and Nagasaki, a documentat 165 de nijū hibakusha (trad. lit. „persoane afectate de dublă explozie”), dintre care nouă au afirmat că s-au aflat în zona de explozie în ambele orașe.
La 24 martie 2009, guvernul japonez l-a recunoscut oficial pe Tsutomu Yamaguchi drept un hibakusha dublu. A fost confirmat la 3 km (1,9 mi) de la hipocentrul din Hiroshima, într-o călătorie de afaceri, în momentul detonării bombei. A suferit arsuri grave pe partea stângă a corpului și a petrecut noaptea în Hiroshima. A ajuns în orașul său natal, Nagasaki, pe 8 august, cu o zi înainte de bombardament, și a fost expus la radiații reziduale în timp ce își căuta rudele. A fost primul supraviețuitor recunoscut oficial al ambelor bombardamente. A murit în 2010 din cauza unui cancer gastric.

### Supraviețuitorii coreeni
În timpul războiului, Japonia a adus până la 670.000 de conscriși coreeni în Japonia pentru a lucra ca muncitori forțați. Aproximativ 5.000–8.000 de coreeni au fost uciși în Hiroshima și între 1.500–2.000 în Nagasaki.
Supraviețuitorii coreeni au întâmpinat dificultăți în lupta pentru a obține aceeași recunoaștere ca și ceilalți hibakusha japonezi, ceea ce a dus la refuzul acordării beneficiilor medicale gratuite în Japonia. Majoritatea acestor probleme au fost în cele din urmă soluționate în 2008 prin acțiuni în justiție.

## Monumente comemorative

### Hiroshima
Hiroshima a fost ulterior lovită de Taifunul Ida pe 17 septembrie 1945. Mai mult de jumătate dintre poduri au fost distruse, iar drumurile și căile ferate au fost avariate, agravând și mai mult dezastrul orașului. Populația a crescut de la 83.000 imediat după bombardament la 146.000 în februarie 1946.
Orașul a fost reconstruit după război, cu ajutor din partea guvernului național prin Legea privind construirea orașului memorial pentru pace Hiroshima, adoptată în 1949. Aceasta a oferit asistență financiară pentru reconstrucție, împreună cu terenuri donate care erau anterior deținute de guvernul național și folosite în scopuri militare.
În anul 1949, a fost ales un proiect pentru Parcul Memorial al Păcii Hiroshima. Clădirea pentru Promovarea Industriei Prefecturii Hiroshima, cea mai apropiată structură care a supraviețuit de locul detonării bombei, a fost desemnată Memorialul Păcii din Hiroshima. Muzeul Memorial al Păcii din Hiroshima a fost deschis în 1955 în cadrul parcului.
Hiroshima găzduiește, de asemenea, un monument al Păcii, construit în anul 1966 de către Nipponzan-Myōhōji-Daisanga.

Pe data de 27 ianuarie 1981, Comitetul pentru Selectarea Relicvelor Bombardamentului Atomic din Hiroshima  a anunțat construirea de plăci comemorative în nouă locații istorice legate de bombardament, în acel an. Dome-ul Genbaku, Spitalul Shima (hipocentru),  au inaugurat plăci cu fotografii istorice și descrieri.

### Nagasaki
Nagasaki a fost reconstruit și a suferit schimbări majore după război. Ritmul reconstrucției a fost inițial lent, iar primele adăposturi de urgență simple nu au fost furnizate decât în anul 1946. Accentul pus pe redresare a constat în înlocuirea industriilor de război cu comerț exterior, construcții navale și pescuit. Acest lucru a fost declarat oficial odată cu adoptarea, în luna mai a anului 1949, a Legii privind reconstrucția orașului cultural internațional Nagasaki.
Au fost construite noi temple, precum și biserici noi, datorită creșterii prezenței creștinismului. Muzeul Bombei Atomice din Nagasaki a fost deschis la mijlocul anilor 1990.
O parte din ruine au fost lăsate ca memorial, cum ar fi un torii de la Sanctuarul Sannō și o arcadă aflată în apropierea hipocentrului. În 2013, patru locații au fost desemnate Monumente Înregistrate pentru a beneficia de protecție legală împotriva dezvoltării ulterioare. Aceste patru situri, împreună cu „ground zero” (hipocentrul exploziei bombei atomice), au fost desemnate colectiv ca Sit Istoric Național în 2016. Aceste situri includ:
- fosta Școală Elementară Municipală Shiroyama din Nagasaki (旧城山国民学校校舎?). Nu se aflau copii în clădire la momentul exploziei, deoarece era folosită de departamentul de salarii al Fabricii de Arme Mitsubishi, dar 138 dintre cele 158 de persoane din interior, majoritatea civili din personalul administrativ, au murit.

- fosta clopotniță a Catedralei Urakami (浦上天主堂旧鐘楼?). Catedrala era situată în apropierea hipocentrului și a fost complet distrusă. La momentul exploziei, era plină de credincioși veniți pentru spovedanie, în contextul apropierii sărbătorii Adormirii Maicii Domnului din 15 august. Toți au murit.

- fostul portal al Universității Medicale din Nagasaki (旧長崎医科大学門柱?). Clădirile și facilitățile universității au fost distruse de bomba atomică. Peste 850 de persoane, inclusiv profesori, personal, studenți și asistente, au fost ucise.

- a doua poartă torii a sanctuarului Sannō (山王神社二の鳥居?).

## Controversa privind bombardamentele
Rolul bombardamentelor în capitularea Japoniei, precum și controversele etice, juridice și militare legate de justificarea Statelor Unite pentru folosirea bombelor atomice au fost subiecte de dezbatere atât în mediul academic, cât și în rândul publicului larg.
Pe de o parte, s-a susținut că bombardamentele au forțat capitularea Japoniei, prevenind astfel pierderile umane pe care le-ar fi implicat o invazie terestră a Japoniei. Stimson a afirmat că s-a evitat pierderea a un milion de vieți. Blocada navală ar fi putut forța Japonia să se predea prin înfometare, dar acest lucru ar fi dus, de asemenea, la un număr mult mai mare de morți japonezi.
Pe de altă parte, criticii bombardamentelor au susținut că armele nucleare sunt fundamental imorale, că aceste atacuri au reprezentat crime de război și că au constituit o formă de terorism de stat. Japonia s-ar fi putut preda chiar și fără bombardamente, însă doar o capitulare necondiționată ar fi fost acceptată de Aliați.
Alți cercetători, precum istoricul Tsuyoshi Hasegawa, au argumentat că intrarea Uniunii Sovietice în războiul împotriva Japoniei „a jucat un rol mult mai important decât bombele atomice în determinarea capitulării Japoniei, deoarece a spulberat orice speranță că Japonia ar putea încheia războiul prin medierea Moscovei”.
Un punct de vedere exprimat frecvent de criticii bombardamentelor, popularizat de istoricul american Gar Alperovitz în 1965, este că Statele Unite au folosit armele nucleare pentru a intimida Uniunea Sovietică în primele etape ale Războiului Rece. James Orr a scris că această idee a devenit poziția dominantă în Japonia și că este posibil să fi influențat într-o anumită măsură deciziile guvernului american.

## Considerații legale
Convențiile de la Haga din 1899 și 1907, care reglementau codurile de conduită în război pe uscat și pe mare, au fost adoptate înainte de apariția forței aeriene. În ciuda mai multor eforturi diplomatice de a actualiza dreptul internațional umanitar pentru a include războiul aerian, acestea nu au fost revizuite înainte de izbucnirea celui de-Al Doilea Război Mondial. Absența unei legi umanitare internaționale specifice nu însemna că războiul aerian nu era reglementat de dreptul războiului, ci că nu exista un acord general asupra modului în care aceste legi trebuiau interpretate.
Aceasta înseamnă că bombardamentele aeriene ale zonelor civile din teritoriul inamic, efectuate de toți beligeranții majori în timpul celui de-Al Doilea Război Mondial, nu erau interzise de dreptul internațional pozitiv sau de dreptul internațional cutumiar umanitar specific.
În 1963, bombardamentele au fost supuse unei examinări judiciare în cazul Ryuichi Shimoda v. The State. Tribunalul Districtual din Tokyo a decis că utilizarea armelor nucleare în război nu era ilegală, dar a menționat în obiter dictum că bombardamentele atomice asupra Hiroshimei și Nagasaki au fost ilegale în conformitate cu dreptul internațional din acea vreme, fiind considerate bombardamente nediscriminatorii ale unor orașe neapărate. Instanța a respins cererea de despăgubiri a reclamanților pe motiv că guvernul japonez renunțase la dreptul de a solicita reparații din partea guvernului SUA prin Tratatul de la San Francisco.

## Moștenire
Până la 30 iunie 1946, arsenalul SUA conținea componente pentru nouă bombe atomice, toate dispozitive de tip Fat Man, identice cu cea folosită la Nagasaki. Aceste arme nucleare erau dispozitive realizate manual, iar îmbunătățirea asamblării, siguranței, fiabilității și depozitării lor era încă necesară înainte de a putea fi produse în masă. De asemenea, existau multe propuneri de îmbunătățire a performanței acestor arme, care nu au putut fi implementate din cauza presiunilor dezvoltării în timpul războiului. Președintele Comitetului Întrunit al Șefilor de State Major, Amiral al flotei William D. Leahy, a condamnat utilizarea bombelor atomice, afirmând că a fost adoptat „un standard etic comun barbarilor din Evul Mediu”, dar, în octombrie 1947, a raportat o cerință militară de 400 de bombe.
Monopolul american asupra armelor nucleare a durat patru ani, până când Uniunea Sovietică a detonat o bombă atomică în septembrie 1949. Statele Unite au răspuns prin dezvoltarea bombei cu hidrogen, de o mie de ori mai puternică decât bombele care au devastat Hiroshima și Nagasaki. Astfel, bombele cu fisiune nucleară obișnuite au ajuns să fie considerate arme nucleare tactice de mici dimensiuni. Până în 1986, Statele Unite dețineau 23.317 arme nucleare, iar Uniunea Sovietică avea 40.159. La începutul anului 2019, peste 90% dintre cele 13.865 de arme nucleare ale lumii aparțineau Statelor Unite și Rusiei.
Până în 2020, nouă națiuni dețineau arme nucleare. Japonia, care nu se număra printre ele, a semnat cu reticență Tratatul de Neproliferare a Armelor Nucleare în februarie 1970, dar a rămas protejată de Statele Unite prin ceea ce se numește umbrela nucleară. Arme nucleare americane au fost depozitate în Okinawa și uneori chiar în Japonia, încălcând acordurile bilaterale. Neavând resurse pentru a înfrunta Uniunea Sovietică prin forțe convenționale, NATO a ajuns să se bazeze pe utilizarea armelor nucleare pentru propria apărare în timpul Războiului Rece, o politică ce a devenit cunoscută în anii 1950 sub numele de New Look. În deceniile de după Hiroshima și Nagasaki, Statele Unite au amenințat de mai multe ori că vor folosi armele nucleare.
Pe 7 iulie 2017, peste 120 de țări au votat adoptarea Tratatului privind interzicerea armelor nucleare al ONU. Elayne Whyte Gómez, președinta negocierilor ONU, a declarat: „lumea a așteptat această normă juridică timp de 70 de ani”. La data de 2024, Japonia nu a semnat tratatul.